# Antínoo
Antínoo (Bitínia, 27 de novembro de 111 – outubro de 130) foi um jovem grego, parceiro amoroso e companheiro do imperador romano Adriano. Após sua morte prematura antes de seu vigésimo aniversário, Antínoo foi deificado por ordem de Adriano, sendo adorado tanto no Leste grego quanto no Oeste latino, às vezes como um deus (em grego clássico: θεός) e às vezes apenas como um herói (em grego clássico: ἥρως).
Pouco se sabe sobre a vida de Antínoo, embora se saiba que ele nasceu em Claudiópolis (atualmente Bolu, Turquia), na província romana de Bitínia e Ponto. Ele provavelmente foi apresentado a Adriano em 123, antes de ser levado para a Itália (província romana) para uma educação superior. Ele havia se tornado o favorito de Adriano em 128, quando foi levado em uma excursão pelo Império Romano como parte da comitiva pessoal de Adriano. Antínoo o acompanhou durante sua participação nos Mistérios de Elêusis anuais, em Atenas, e estava com ele quando ele matou o leão Marousian na Líbia, um evento altamente divulgado pelo imperador. Em outubro de 130, quando faziam parte de uma flotilha que navegava ao longo do Nilo, Antínoo morreu em circunstâncias misteriosas. Várias sugestões foram apresentadas sobre como ele morreu, variando de um afogamento acidental a um sacrifício humano intencional ou suicídio.
Após sua morte, Adriano deificou Antínoo e fundou um culto organizado dedicado à sua adoração que se espalhou por todo o Império. Adriano fundou a cidade de Antinoópolis perto do local da morte de Antínoo, que se tornou um centro de culto para a adoração de Osíris-Antínoo. Adriano também fundou jogos em sua comemoração para acontecer tanto em Antinoópolis quanto em Atenas, com Antínoo tornando-se um símbolo dos sonhos do pan-helenismo de Adriano. A adoração a Antínoo provou ser um dos cultos mais duradouros e populares de humanos divinizados no império romano e os eventos continuaram a ser fundados em sua homenagem, muito depois da morte de Adriano.
Antínoo se tornou um símbolo da homossexualidade masculina na cultura ocidental, aparecendo em obras de diversos artistas, tais como Oscar Wilde e Fernando Pessoa.

## Biografia

### Nascimento e infância

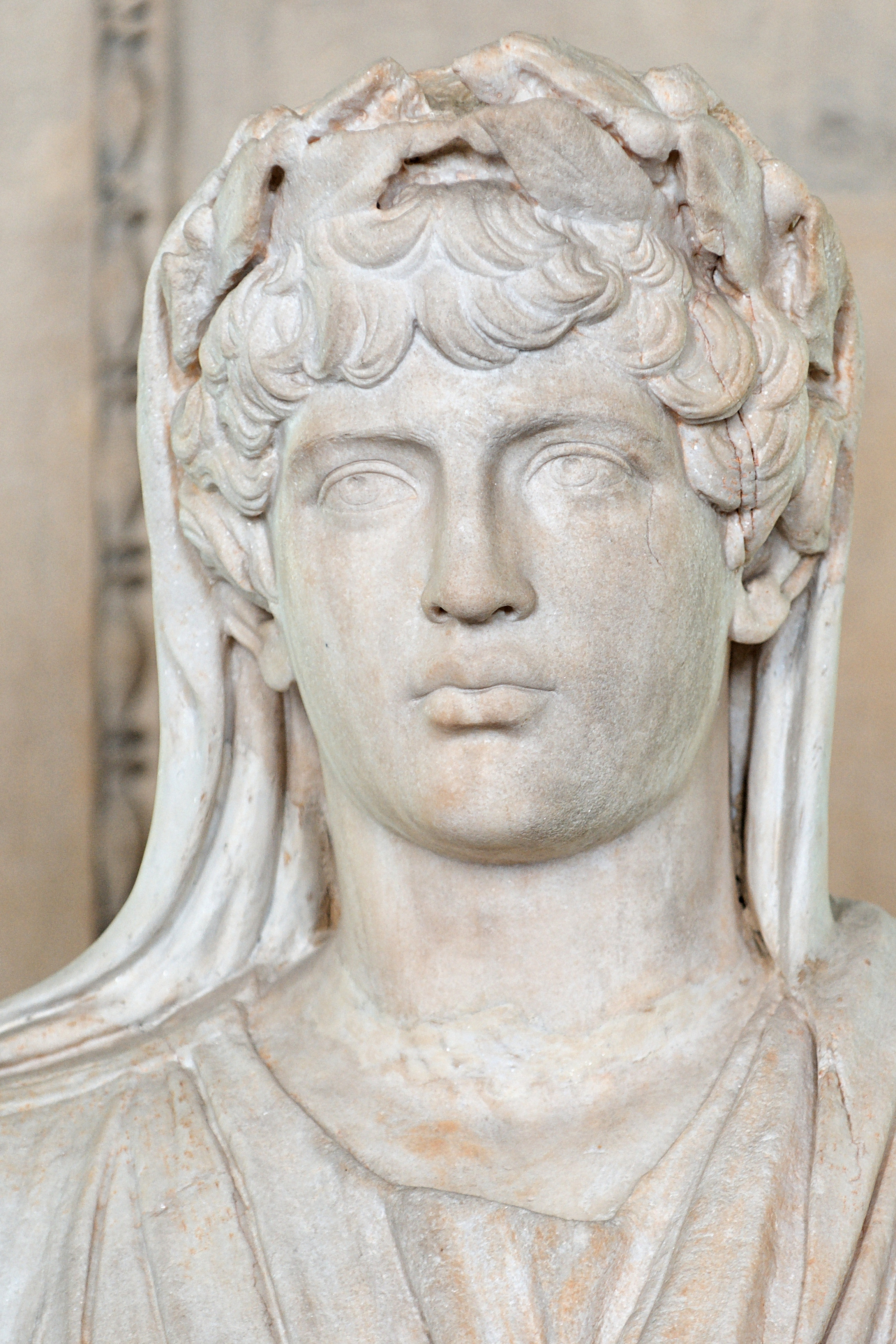
Detalhe da cabeça de Antínoo como sacerdote do culto imperial.

Antínoo nasceu em uma família grega perto da cidade de Claudiópolis, localizada na província romana da Bitínia, no que hoje é o noroeste da Turquia. Ele nasceu no território leste da cidade chamado Mantineion, uma localidade rural:
Isso foi importante mais tarde para o personagem de culto expresso em suas estátuas: ele era uma figura do campo, um menino da floresta.— R.R.R. Smith
Não há registros do ano de nascimento de Antínoo, embora se estime que provavelmente foi entre 110 e 112 EC. As primeiras fontes registram que seu aniversário foi em novembro e, embora a data exata não seja conhecida, Royston Lambert, um dos biógrafos de Antínoo, afirmou que provavelmente foi em 27 de novembro. Dada a localização de seu nascimento e sua aparência física, é provável que parte de sua ascendência não seja grega.

### Status
Existem várias potenciais origens para o nome "Antínoo"; é possível que tenha recebido o nome do personagem Antínoo, que é um dos pretendentes de Penélope, no poema épico de Homero, a Odisséia. Outra possibilidade é que ele tenha recebido o equivalente masculino de Antinoé, uma mulher que foi uma das figuras fundadoras de Mantineia, uma cidade que provavelmente tinha relações estreitas com a Bitínia. Embora muitos historiadores da Renascença em diante tenham afirmado que ele tinha sido um escravo, apenas uma das cerca de cinquenta fontes antigas o asseguram. Essa possibilidade, portanto, permanece improvável, já que seria altamente controverso divinizar um ex-escravo na sociedade romana. Não há nenhuma evidência confiável sobrevivente atestando seus antecedentes familiares, embora Lambert acreditasse ser mais provável que sua família fosse de camponeses ou proprietários de pequenos negócios, sendo assim socialmente indistinta, mas não dos setores mais pobres da sociedade. Lambert também considerou provável que ele tivesse tido uma educação básica quando criança, tendo sido ensinado a ler e escrever.

## Vida com o Imperador Adriano

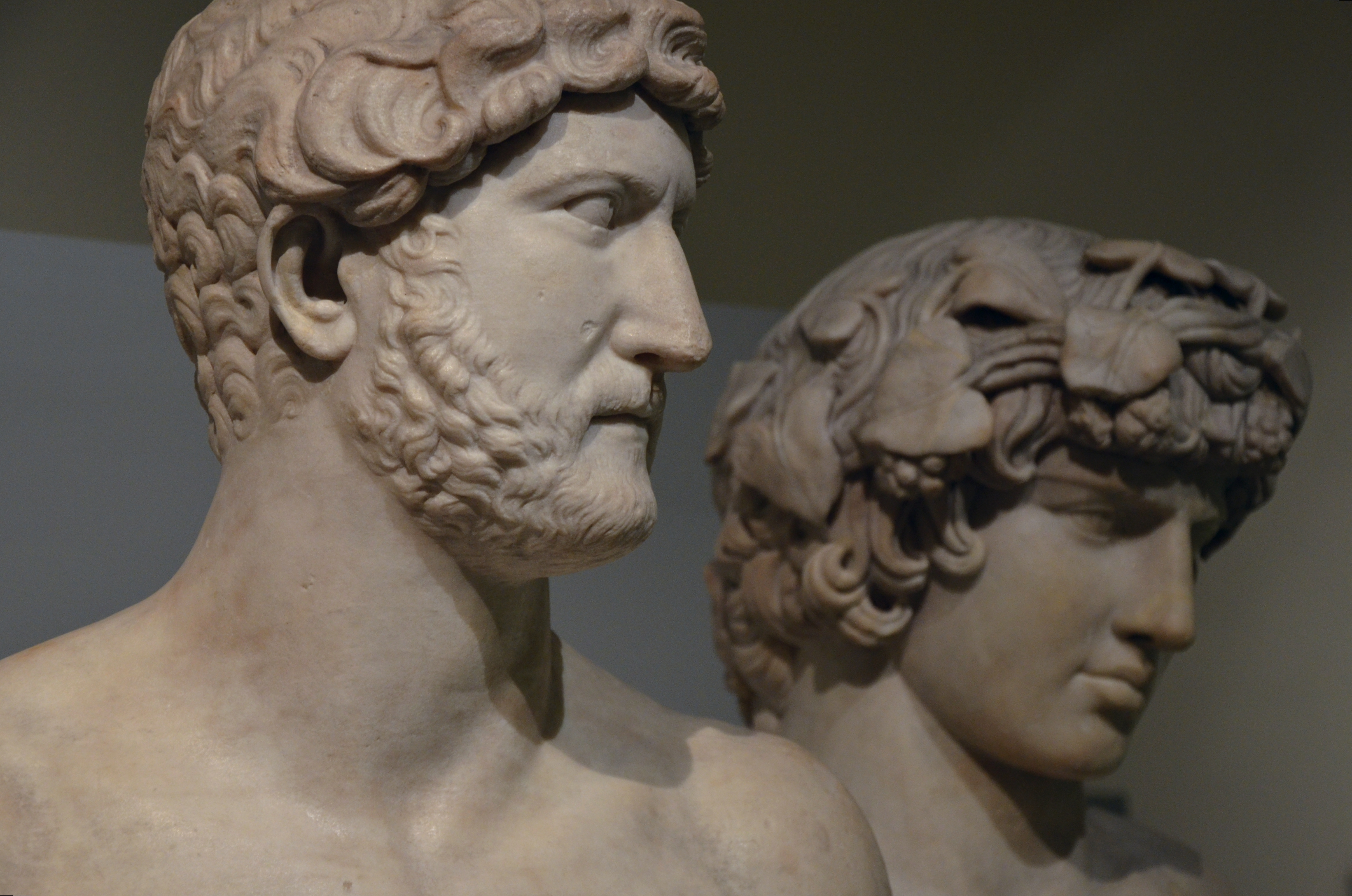
Bustos do Museu Britânico de Adriano (à esquerda) e Antínoo (à direita), ambos parte dos Townley Marbles.

O imperador Adriano passou muito tempo durante seu reinado viajando por seu império, e chegou a Claudiopolis em junho de 123, que foi provavelmente quando ele encontrou Antínoo pela primeira vez. Dada a personalidade de Adriano, Lambert achou improvável que eles tivessem tornado-se amantes nessa época, sugerindo que provavelmente Antínoo havia sido selecionado para ser enviado para a Itália, onde provavelmente foi educado no pedagogio imperial na colina Célio. Adriano, entretanto, continuou a viajar pelo Império, retornando apenas à Itália em setembro de 125, quando se estabeleceu na Vila Adriana, em Tibur. Foi em algum momento dos três anos seguintes que Antínoo se tornou seu favorito, pois quando partiu para a Grécia, três anos depois, o trouxe com ele em sua comitiva pessoal.
A forma como Adriano levou o menino nas suas viagens, manteve-o próximo nos momentos de exaltação espiritual, moral ou física e, após a sua morte, se cercou das suas imagens, revela uma ânsia obsessiva da sua presença, uma necessidade místico-religiosa por sua companhia.— Trecho do livro Beloved and God: The Story of Hadrian and Antinous, de Royston Lambert.
Lambert descreveu Antínoo como "a única pessoa que parece ter se conectado mais profundamente com Adriano" ao longo da vida. O casamento de Adriano com Sabina foi infeliz, e não há evidências confiáveis de que ele alguma vez tenha expressado atração sexual por mulheres, em contraste com muitas evidências iniciais confiáveis de que ele sentia atração sexual por homens jovens. Durante séculos, as relações sexuais entre um homem e um rapaz foram socialmente aceitáveis entre as classes ociosas e cidadãs da Grécia, com um erastes mais velho (o "amante", com idade entre 20 e 40 anos) iniciando uma relação sexual com um eromenos (o "amado, " com idades compreendidas entre os 12 e os 18 anos) e assumindo um papel fundamental na sua educação. Não há evidência histórica disponível para apoiar em que idade Antínoo se tornou o favorito de Adriano. Tal instituição social de pederastia não era nativa da cultura romana, embora a bissexualidade fosse socialmente aceita em alguns dos escalões superiores da sociedade romana no início do século II.
Sabe-se que Adriano acreditava que Antínoo era inteligente e sábio, e que eles compartilhavam o amor pela caça, que era visto como uma atividade particularmente masculina na cultura romana. Embora nenhuma tenha sobrevivido, se sabe que Adriano escreveu uma autobiografia e uma poesia erótica sobre seus rapazes favoritos; portanto, é provável que ele tenha escrito sobre Antínoo. As primeiras fontes são explícitas de que a relação entre Adriano e Antínoo era sexual. Durante o relacionamento deles, não há evidências de que Antínoo tenha usado sua influência sobre Adriano para ganho pessoal ou político.
Em março de 127, Adriano – provavelmente acompanhado por Antínoo – viajou pela região sabina da Itália, Piceno e Campânia. De 127 a 129, o imperador foi acometido por uma doença que os médicos não conseguiam explicar. Em abril de 128, ele lançou a pedra fundamental para um templo de Vênus e Roma na cidade de Roma, durante um ritual onde ele pode muito bem ter sido acompanhado por Antínoo. De lá, Adriano fez uma viagem ao norte da África, durante a qual foi acompanhado por Antínoo. No final de 128, Adriano e Antínoo desembarcaram em Corinto, seguindo para Atenas, onde permaneceram até maio de 129, acompanhados pela imperatriz Sabina; os irmãos Caesernii, companheiros frequentes do imperador; e Pedanius Fuscus, o Jovem (um sobrinho-neto de Adriano). Foi em Atenas, em setembro de 128, que eles participaram das celebrações anuais dos Grandes Mistérios de Elêusis, onde Adriano foi iniciado na posição de epoptes no Telesterion. É geralmente aceito, embora não provado, que Antínoo também foi iniciado naquela época.

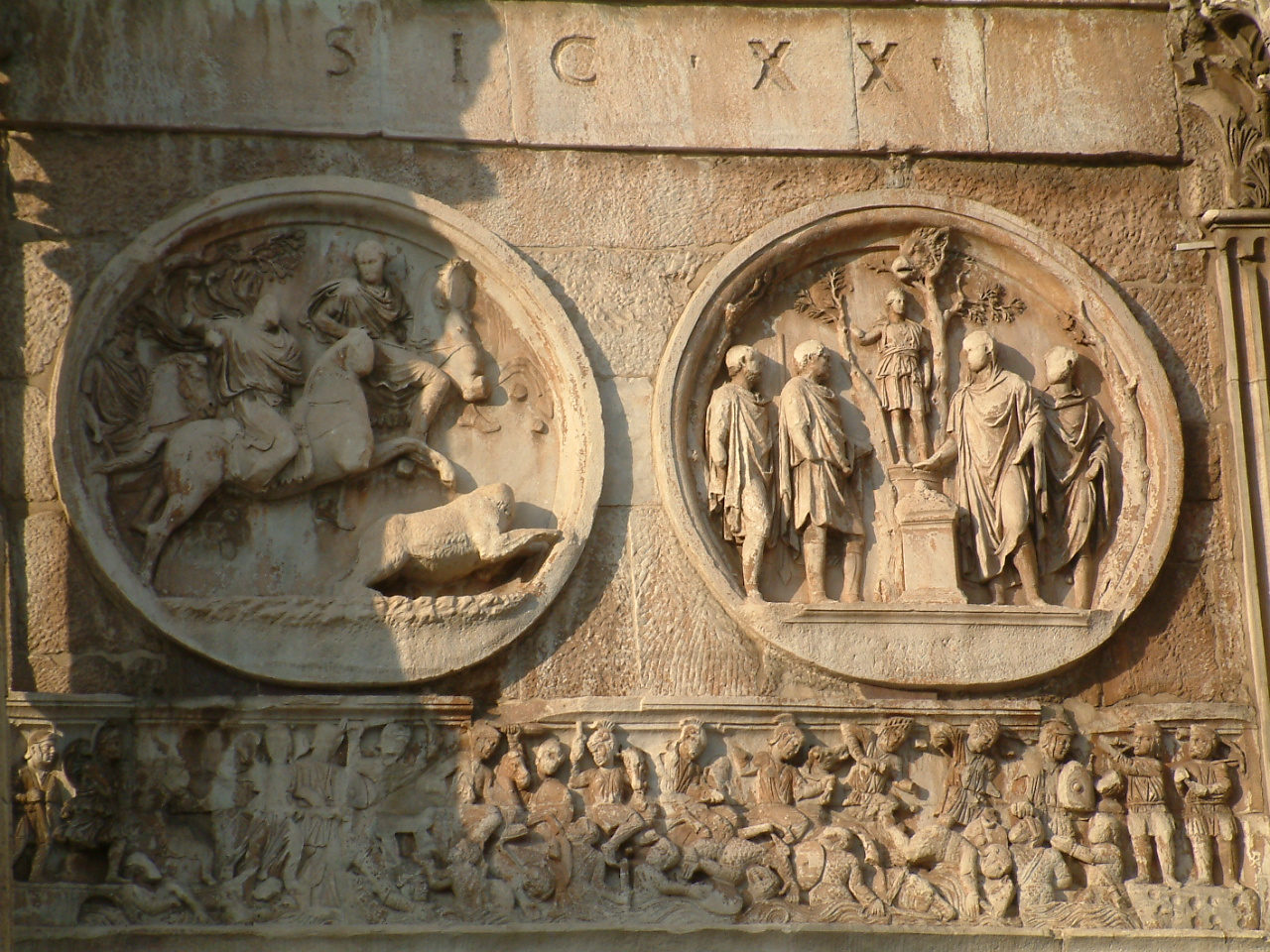
O tondo à esquerda representando a caça ao leão de Adriano, acompanhado por Antínoo, no Arco de Constantino em Roma.

De lá, eles seguiram para a Ásia Menor estabelecendo-se em Antioquia em junho de 129, onde permaneceram por um ano, visitando a Síria, a Arábia e a Judeia. A partir daí, Adriano se tornou cada vez mais crítico da cultura judaica, que ele temia se opor à romanização, e assim introduziu políticas proibindo a circuncisão e construindo um Templo de Zeus-Júpiter no antigo local do Templo Judaico. De lá, eles seguiram para o Egito. Chegando a Alexandria em agosto de 130, eles visitaram o sarcófago de Alexandre, o Grande. Embora recebido com elogios públicos e cerimônia, algumas das nomeações e ações de Adriano irritaram a elite social helênica da cidade, que começou a fofocar sobre suas atividades sexuais, incluindo aquelas com Antínoo.
Logo depois, e provavelmente em setembro de 130, Adriano e Antínoo viajaram para o oeste, para a Líbia, onde ouviram falar de um leão marousiano causando problemas para a população local. Eles caçaram o leão e, embora os eventos exatos não sejam claros, é evidente que Adriano salvou a vida de Antínoo durante seu confronto com ele, antes que a própria besta fosse morta. Adriano divulgou amplamente o evento, fundindo medalhões de bronze do evento, conduzindo os historiadores escrevessem sobre o mesmo, além de ter encomendado a Pancrates para escrever um poema, e ter construído um tondo representando-o que mais tarde foi colocado no Arco de Constantino. Neste tondo ficou claro que Antínoo não era mais um jovem, tornando-se mais musculoso e peludo, visivelmente mais capaz de resistir ao seu mestre; e, portanto, é provável que seu relacionamento com Adriano tenha mudado como resultado.
Ao longo da história tem havido muita controvérsia sobre a relação dos dois. No livro Beloved and God de Royston Lambert, ele escreve "Mas no que diz respeito às questões centrais - a história de Antínoo, seu relacionamento com Adriano e a morte - temos muito pouco mais informações do que os primeiros escritores." Muitos dos primeiros escritores eram tendenciosos em relação a Adriano, especialmente em relação ao seu relacionamento com Antínoo.
A controvérsia em torno da relação se deve à falta de evidências existentes de onde Antínoo esteve durante os anos de 123–130 EC. A primeira menção de Antínoo é de Pancrates e seu poema "Lion Hunt", de 130 EC.
A prova concreta disponível é o obelisco pinciano. No lado oeste do relevo há uma frase mutilada que afirma "ele cresceu e se tornou um belo jovem". Isso sugere que ele já era um efebo e que estava estabelecido em sua casa na Bitínia quando conheceu Adriano. Muitos estudiosos acreditam com a evidência circunstancial que o relacionamento  durou aproximadamente três anos, de 127 EC a outubro de 130 EC, quando Antínoo se afogou no rio Nilo. A conclusão é que há pouca documentação para ou sobre a relação real entre os dois. 

### Morte

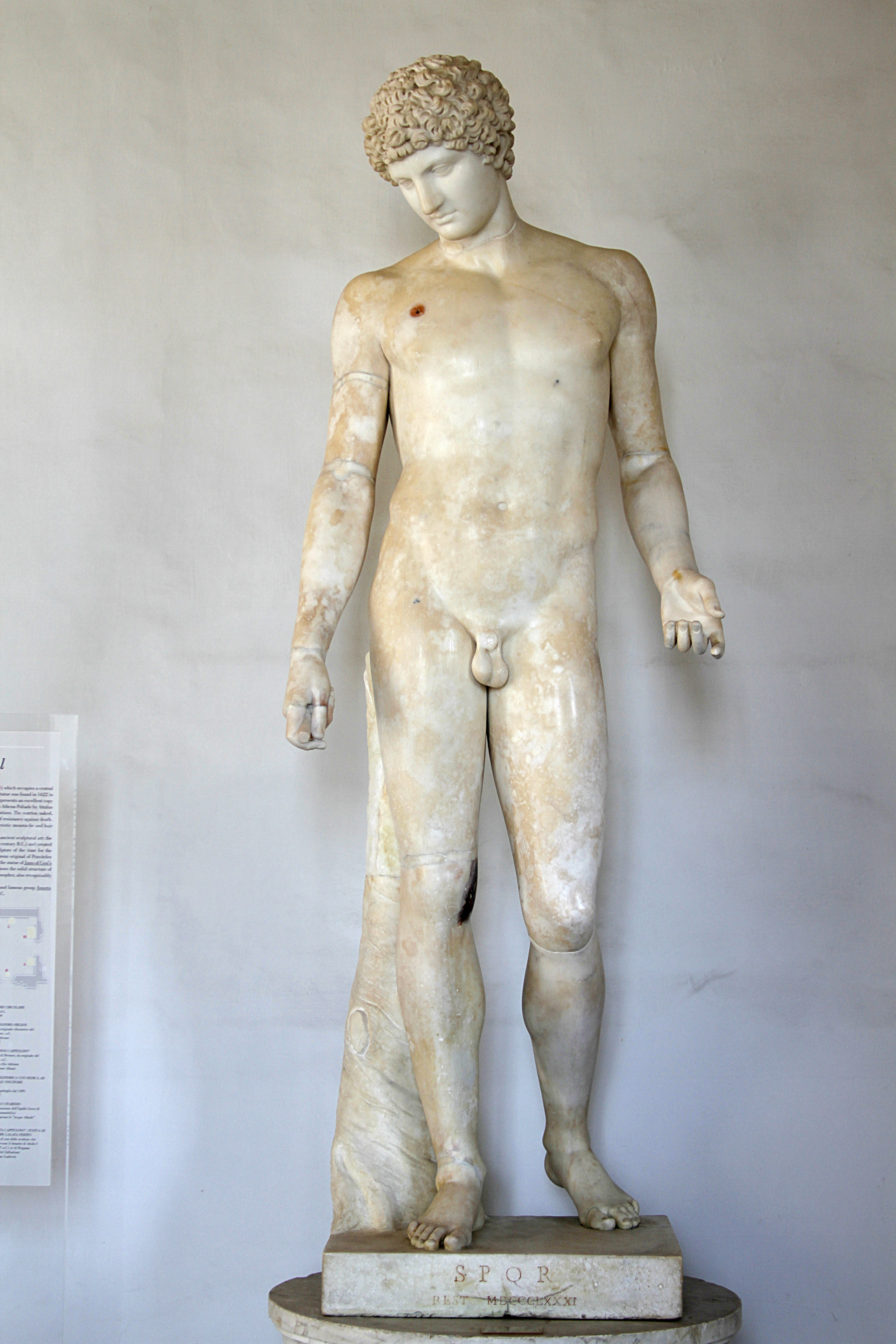
Antínoo Capitolino, estátua descoberta na Vila Adriana e atualmente preservada nos Museus Capitolinos, em Roma.

No final de setembro ou início de outubro de 130, Adriano e sua comitiva, entre eles Antínoo, se reuniram em Heliópolis para navegar rio acima como parte de uma flotilha ao longo do rio Nilo. A comitiva incluía oficiais, o prefeito, comandantes militares e navais, bem como figuras literárias e acadêmicas. Possivelmente também se juntou a eles Lucius Ceionius Commodus, um jovem aristocrata que Antínoo pode ter considerado um rival nas afeições de Adriano. Em sua jornada pelo Nilo, eles pararam em Hermópolis Magna, o principal santuário do deus Tote. Foi pouco depois disso, em outubro de 130 – na época do festival de Osíris– que ele caiu no rio e morreu, provavelmente por afogamento. Adriano anunciou publicamente sua morte, com fofocas logo se espalhando por todo o Império de que Antínoo havia sido morto intencionalmente. A natureza de sua morte permanece um mistério até hoje; no entanto, várias hipóteses foram apresentadas.
- Uma possibilidade é que ele foi assassinado por uma conspiração no tribunal.[83] No entanto, Lambert afirmou que isso era improvável porque faltava qualquer evidência histórica de apoio e porque o próprio Antínoo aparentemente exerceu pouca influência sobre Adriano, significando assim que um assassinato serviu de pouco propósito.[84]
- Alguns estudiosos sugerem que ele pode ter sido morto pelo próprio Adriano, seja em uma tentativa deste último de recuperar sua saúde, ou durante uma discussão entre os dois. Elizabeth Speller, uma das biógrafas de Adriano, observa que a segunda ideia se alinha com os ataques de raiva e violência bem documentados do imperador.[85] No entanto, a maioria dos estudiosos rejeita a noção de que Adriano assassinou seu próprio amante, a julgar por sua dor esmagadora em ocasião de sua morte.
- Outra sugestão é que a morte ocorreu durante uma castração voluntária como parte de uma tentativa de manter sua juventude e, portanto, seu apelo sexual para Adriano. No entanto, isso é improvável porque Adriano considerava tanto a castração quanto a circuncisão como abominações e como Antínoo tinha entre 18 e 20 anos no momento da morte, qualquer operação desse tipo teria sido ineficaz.[86]
- Uma quarta possibilidade é que a morte foi acidental,[71] caso Antínoo estivesse embriagado.[87] De acordo com suas memórias agora perdidas, o próprio Adriano acreditava ser esse o caso.[88]
- Outra possibilidade é que houve um sacrifício humano voluntário.[12] A evidência sobrevivente mais antiga disso vem dos escritos de Dio Cassius, 80 anos após o evento, embora tenha sido subsequentemente repetido em muitas fontes posteriores.[89] No Império Romano do século II, a crença de que a morte de um poderia rejuvenescer a saúde de outro era generalizada, e Adriano estava doente há muitos anos; neste cenário, Antínoo poderia ter se sacrificado na crença de que Adriano poderia se recuperar.[90] Se esta última situação fosse verdadeira, Adriano poderia não ter revelado a causa da morte de Antínoo porque ele não queria parecer fisicamente ou politicamente fraco. Por outro lado, opondo-se a essa possibilidade está o fato de Adriano não gostar de sacrifícios humanos e fortalecer as leis contra isso no Império.[90]

## Deificação e o culto de Antínoo
Adriano ficou arrasado com a morte de Antínoo, com contemporâneos atestando que ele "chorou como uma mulher". No Egito, o sacerdócio local imediatamente divinizou Antínoo identificando-o com Osíris devido à forma de sua morte. De acordo com o costume egípcio, o corpo provavelmente foi embalsamado e mumificado por sacerdotes, um longo processo que pode explicar por que Adriano permaneceu no Egito até a primavera de 131. Enquanto estava lá, em outubro de 130, Adriano o proclamou como uma divindade e anunciou que uma cidade deveria ser construída no local de sua morte em homenagem a ele, a ser chamada de Antinoópolis. A deificação de seres humanos não era incomum no mundo clássico. No entanto, a divinização pública e formal dos humanos estava reservada ao Imperador e aos membros da família imperial. Assim, a decisão de Adriano de declará-lo como um deus e criar um culto formal dedicado a ele foi altamente incomum, e ele o fez sem a permissão do Senado Romano. O imperador foi criticado por sua imensa dor pela morte de Antínoo, especialmente considerando que ele havia adiado a apoteose de sua própria irmã Paulina quando ela morreu. Embora o culto de Antínoo, portanto, tivesse conexões com o culto imperial, permaneceu separado e distinto. Adriano também identificou uma estrela no céu entre a Águia e o Zodíaco como Antínoo, e passou a associar o lótus rosado que crescia nas margens do Nilo como sendo a flor de Antínoo.
Não se sabe exatamente onde o corpo foi enterrado. Tem sido argumentado que seu corpo ou algumas relíquias associadas a ele teriam sido enterrados em um santuário em Antinoópolis, embora isso ainda não tenha sido identificado arqueologicamente. No entanto, um obelisco sobrevivente contém uma inscrição que sugere fortemente que o corpo foi enterrado na propriedade rural de Adriano, a Vila Adriana em Tibur, na Itália.
Não está claro se Adriano realmente acreditava que Antínoo havia se tornado um deus. Ele também teria motivos políticos para criar o culto organizado, pois ele consagrava lealdades políticas e pessoais especificamente a ele. Em outubro de 131, Adriano seguiu para Atenas, onde de 131/32 fundou o Panhellenion, uma tentativa de nutrir a consciência da identidade grega, para erodir a rixa endêmica das cidades-estado gregas e para promover a adoração dos antigos deuses; sendo o próprio grego, Antínoo como um deus ajudou a causa de Adriano nisso, apresentando um símbolo da unidade pan-helênica. Em Atenas, Adriano também estabeleceu um festival a ser realizado em sua homenagem em outubro, o intitulado Antinoeia.
Antínoo foi entendido de forma diferente por seus vários adoradores, em parte devido à variação regional e cultural. Em algumas inscrições ele é identificado como um herói divino, em outras como um deus, e em outras tanto como um herói divino quanto um deus. No Egito, ele era frequentemente entendido como um daemon. Inscrições indicam que ele era visto principalmente como uma divindade benevolente, que poderia ser usada para ajudar seus adoradores e curá-los de doenças. Ele também era visto como um conquistador da morte, com seu nome e imagem frequentemente incluídos em caixões. No oeste, ele era associado ao deus-sol celta Belenos.

### Antinoöpolis

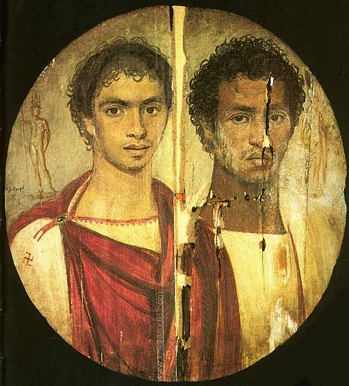
Retrato fúnebre do século II representando dois homens do culto de Antínoo. Pintura a têmpera sobre painel de madeira, agora no Museu Egípcio.

A cidade de Antinoópolis foi erguida no local de Hir-we. Todos os edifícios anteriores foram destruídos e substituídos, com exceção do Templo de Ramessés II. Adriano também teve motivos políticos para a criação de Antinoópolis, que seria a primeira cidade helênica na região do Médio Nilo, servindo assim como um bastião da cultura grega dentro da área egípcia. Para encorajar os egípcios a se integrarem a essa cultura grega importada, ele permitiu que gregos e egípcios da cidade se casassem e permitiu que a principal divindade de Hir-we, Bes, continuasse a ser adorada em Antinoópolis ao lado da nova divindade principal, Osíris-Antínoo. Ele encorajou os gregos de outros lugares a se estabelecerem na nova cidade, usando vários incentivos para isso. A cidade foi projetada em uma planta ortogonal que era típica das cidades helênicas, e embelezada com colunas e muitas estátuas de Antínoo, bem como um templo dedicado à divindade.
Adriano proclamou que os jogos seriam realizados na cidade na primavera de 131 em sua comemoração. Conhecidas como Antinoeia, seriam realizadas anualmente durante vários séculos, sendo apontadas como as mais importantes do Egito. Os eventos incluíam competições atléticas, corridas de quadrigas e hipismo e festivais artísticos e musicais, com prêmios incluindo cidadania, dinheiro, fichas e manutenção vitalícia gratuita.
Antinoópolis continuou a crescer na era bizantina, sendo cristianizada com a conversão do Império, mas manteve uma associação com a magia nos séculos seguintes. Ao longo dos séculos, a pedra da cidade de Adriano foi removida para a construção de casas e mesquitas. No século XVIII, as ruínas de Antinoópolis ainda eram visíveis, sendo registradas por viajantes europeus como o missionário jesuíta Claude Sicard em 1715 e Edme François Jomard, o agrimensor c. 1800. No entanto, no século XIX, Antinoópolis foi quase completamente destruída pela produção industrial local, pois o giz e o calcário foram queimados para pó, enquanto a pedra foi usada na construção de uma represa e fábrica de açúcar nas proximidades.
Uma escavação da cidade no início do século XX revelou um tondo fúnebre relativamente realista pintado em madeira. Embora os homens no retrato sejam tradicionalmente identificados como irmãos, se especula que eles eram amantes, porque por trás da figura imberbe está uma representação de Antínoo-Osíris, a única representação pictórica que sobreviveu de uma estátua do jovem deificado.

### A propagação do culto
Adriano estava empenhado em disseminar o culto de Antínoo por todo o Império Romano. Ele se concentrou em sua propagação nas terras gregas e, no verão de 131, viajou por essas áreas promovendo-o e apresentando Antínoo como uma forma sincretizada da divindade mais familiar, Hermes. Em uma visita a Trapezus em 131, ele proclamou a fundação de um templo dedicado a Hermes, onde a divindade provavelmente era venerada como Hermes-Antínoo. Embora Adriano preferisse associar Antínoo a Hermes, ele foi muito mais amplamente sincretizado com o deus Dionísio em todo o Império. O culto também se espalhou pelo Egito e, poucos anos depois de sua fundação, altares e templos para o deus foram erguidos em Hermópolis, Alexandria, Oxyrhynchus, Tebytnis, Lykopolis e Luxor.
O culto de Antínoo nunca foi tão grande quanto o de divindades bem estabelecidas, como Zeus, Dionísio, Deméter ou Asclépio, nem mesmo tão grande quanto o de cultos que estavam crescendo em popularidade na época, como Ísis ou Serápis, e foi também menor que o culto imperial oficial do próprio Adriano. No entanto, se espalhou rapidamente por todo o Império, com vestígios do culto encontrados em pelo menos 70 cidades. O culto era mais popular no Egito, Grécia, Ásia Menor e na costa norte-africana, mas também existia uma grande comunidade de adoradores na Itália, Espanha e noroeste da Europa. Artefatos em homenagem a ele foram encontrados em uma área que vai da Grã-Bretanha ao Danúbio.
Embora a adoção do culto tenha sido feita em alguns casos para agradar Adriano, a evidência deixa claro que o culto também era genuinamente popular entre as diferentes classes sociais do Império. Achados arqueológicos apontam que ele era adorado em ambientes públicos e privados. No Egito, Atenas, Macedônia e Itália, as crianças receberiam o nome da divindade. Parte do apelo era que Antínoo já havia sido um ser humano comum, e, portanto, era mais identificável do que muitas outras divindades. Também é possível, no entanto, que seu culto tenha emprestado poder e paralelos entre belos jovens imortais do panteão greco-romano como Apolo, Dionísio e Silvano, bem como jovens mortais amados pelos deuses na mitologia clássica como Ganimedes, Hilas, Jacinto e Narciso, e que as imagens da juventude sensual convidavam a uma ligação erótica imaginária entre ele e seus adoradores. Essas características também eram comuns aos cultos de Átis, Endymion e Adonis. Como o último, Antínoo foi tratado como um deus que morria e ressurgia não apenas no Egito, mas também em Roma e na Grécia; o Obelisco de Antínoo em Roma descreve a honra e, "Osirantinoo" como "o Renascido" e "o Eterno".

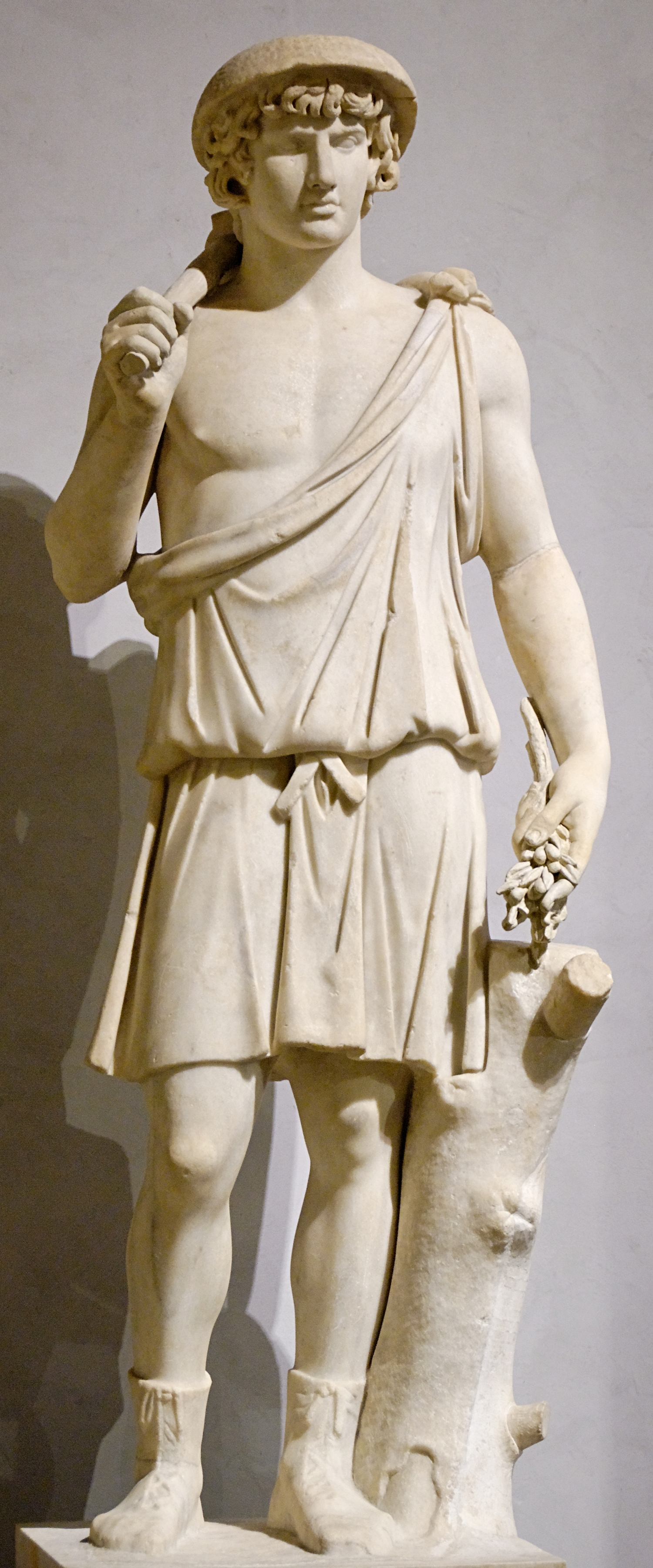
Antínoo Aristeu, da coleção de Cardeal Richelieu, agora no Louvre.

Pelo menos 28 templos foram construídos para sua adoração em todo o Império, embora a maioria fosse bastante modesta em design; as de Tarsos, Filadélfia e Lanuvium consistiam em um pórtico de quatro colunas. É provável, no entanto, que aqueles com os quais Adriano esteve diretamente envolvido, como os de Antinoópolis, Bitínion e Mantineria, fossem frequentemente mais grandiosos, enquanto na maioria dos casos, santuários ou altares teriam sido erguidos em/ou perto dos templos preexistentes do culto imperial, sejam os de Dionísio ou os de Hermes. Os adoradores davam oferendas votivas à divindade nesses altares; há evidências de que ele recebeu presentes de comida e bebida no Egito, com libações e sacrifícios provavelmente sendo comuns na Grécia. Sacerdotes dedicados a Antínoo teriam supervisionado esse culto, com os nomes de alguns desses indivíduos sobrevivendo em inscrições. Há evidências de oráculos presentes em vários templos antinoanos.
As esculturas se tornaram difundidas, com Adriano provavelmente tendo aprovado um modelo básico da imagem de Antínoo para outros escultores seguirem. Estas esculturas foram produzidas em grandes quantidades entre 130 e 138, com estimativas de cerca de 2000, das quais pelo menos 115 sobrevivem. 44 foram encontrados na Itália, metade dos quais na Vila Adriana de Adriano, enquanto 12 foram encontrados na Grécia e na Ásia Menor, e 6 no Egito. Mais de 31 cidades do Império, a maioria na Grécia e na Ásia Menor, emitiram moedas o representando, principalmente entre os anos 134–35. Muitos foram projetados para serem usados como medalhões em vez de moeda, alguns deles deliberadamente feitos com um buraco para que pudessem ser pendurados no pescoço e usados como talismãs. A maior parte da produção de artefatos cessou após a década de 130, embora tais itens continuassem a ser usados pelos seguidores do culto por vários séculos. Sobrevivências posteriores de seu culto repousaram em grande parte no Império Romano do Oriente, onde sua aceitação no panteão dos deuses foi mais bem recebida.
Os jogos realizados em sua homenagem foram realizados em pelo menos 9 cidades e incluíram componentes atléticos e artísticos. Os jogos em Bythynion, Antinoópolis e Mantineia ainda estavam ativos no início do século III, enquanto os de Atenas e Elêusis ainda estavam em operação em 266–67. Rumores se espalharam por todo o Império de que no centro de culto de Antínoo, em Antinoópolis, havia "noites sagradas" caracterizadas por bebedeiras, talvez incluindo orgias sexuais.  O culto durou muito além do reinado de Adriano. Moedas locais representando sua efígie ainda eram cunhadas durante o reinado de Caracala, e ele foi invocado em um poema para celebrar a ascensão de Diocleciano, que reinou quase um século após a morte de Antínoo.

### Condenação e declínio

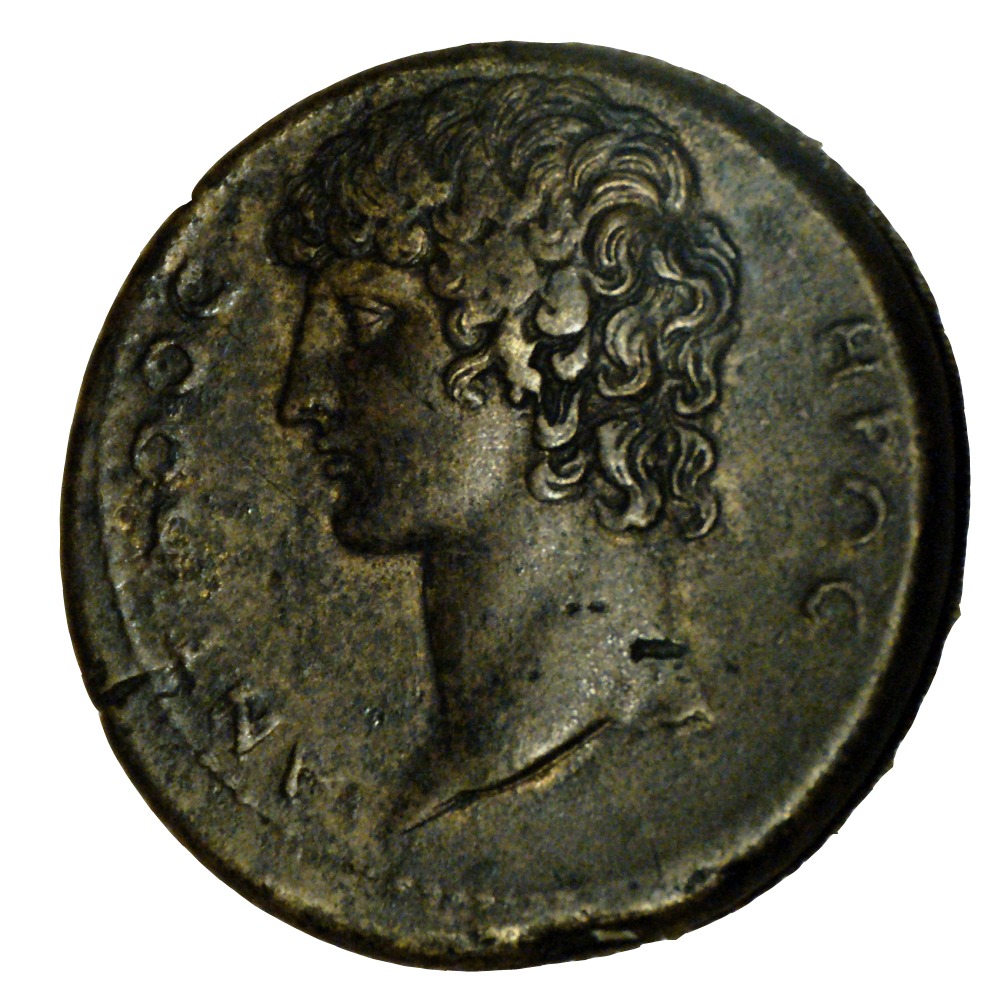
Medalhão de bronze cunhado pela cidade de Esmirna em algum momento entre c. 117 e c. 138 DC, durante o reinado de Adriano. O reverso mostra um busto de Antinoo com a inscrição ΑΝΤΙΝΟΟϹ ΗΡΩϹ (“Antinoos herói”).

O culto foi criticado por vários indivíduos, tanto pagãos quanto cristãos. Os críticos incluíam seguidores de outros cultos pagãos, como Pausânias, Luciano e o imperador Juliano, que eram todos céticos sobre sua apoteose, bem como os Oráculos Sibilinos, que criticavam Adriano de forma mais geral.  O filósofo pagão Celsus também o criticou pela natureza debochada de seus devotos egípcios, argumentando que isso levava as pessoas a um comportamento imoral, comparando-o assim ao cristianismo. Exemplos sobreviventes de condenação cristã aos cultos vêm de figuras como Tertuliano,Orígenes, Jerônimo e Epifânio. Vendo a religião como um rival blasfemo do Cristianismo, eles insistiram que Antínoo tinha sido simplesmente um ser humano mortal e condenaram suas atividades sexuais com Adriano, qualificando-as como imorais. Associando seu culto com magia malévola, eles argumentaram que Adriano impôs sua adoração por meio do medo.
Durante as lutas entre cristãos e adoradores pagãos em Roma durante o século IV, Antínoo foi defendido por membros destes últimos. Como resultado disso, o poeta cristão Prudêncio denunciou sua adoração em 384, enquanto um conjunto de sete contorniados representando Antínoo foi emitido, com base nos desenhos daqueles emitidos na década de 130. Muitas esculturas foram destruídas por cristãos, bem como por tribos bárbaras invasoras, embora em alguns casos tenham sido reerguidas; a estátua de Antínoo em Delfos foi derrubada e teve seus antebraços quebrados, antes de ser reerguida em uma capela em outro lugar. Muitas das imagens permaneceram em locais públicos até a proibição oficial das religiões pagãs sob o reinado do imperador Teodósio em 391.
Alguns grupos neopagãos contemporâneos o ressacralizaram. Por causa de seu relacionamento homossexual com Adriano, o culto moderno de Antínoo atrai principalmente os membros da comunidade LGBT, especialmente homens gays.

## Na escultura romana
As estátuas sobreviventes mostram um corpo bem proporcionado, com olhos baixos e cabelos grossos e encaracolados aninhados no nome do pescoço. É uma imagem muito clássica e, sem surpresa, muito grega. E é algo que permanece muito familiar como o arquétipo da beleza perfeita. Antínoo não foi apenas o último deus pagão; ele foi a inspiração da última gloriosa fluorescência da arte clássica.— Trecho de Following Hadrian: A Second-Century Journey through the Roman Empire, de Elizabeth Speller

Representações de Antínoo
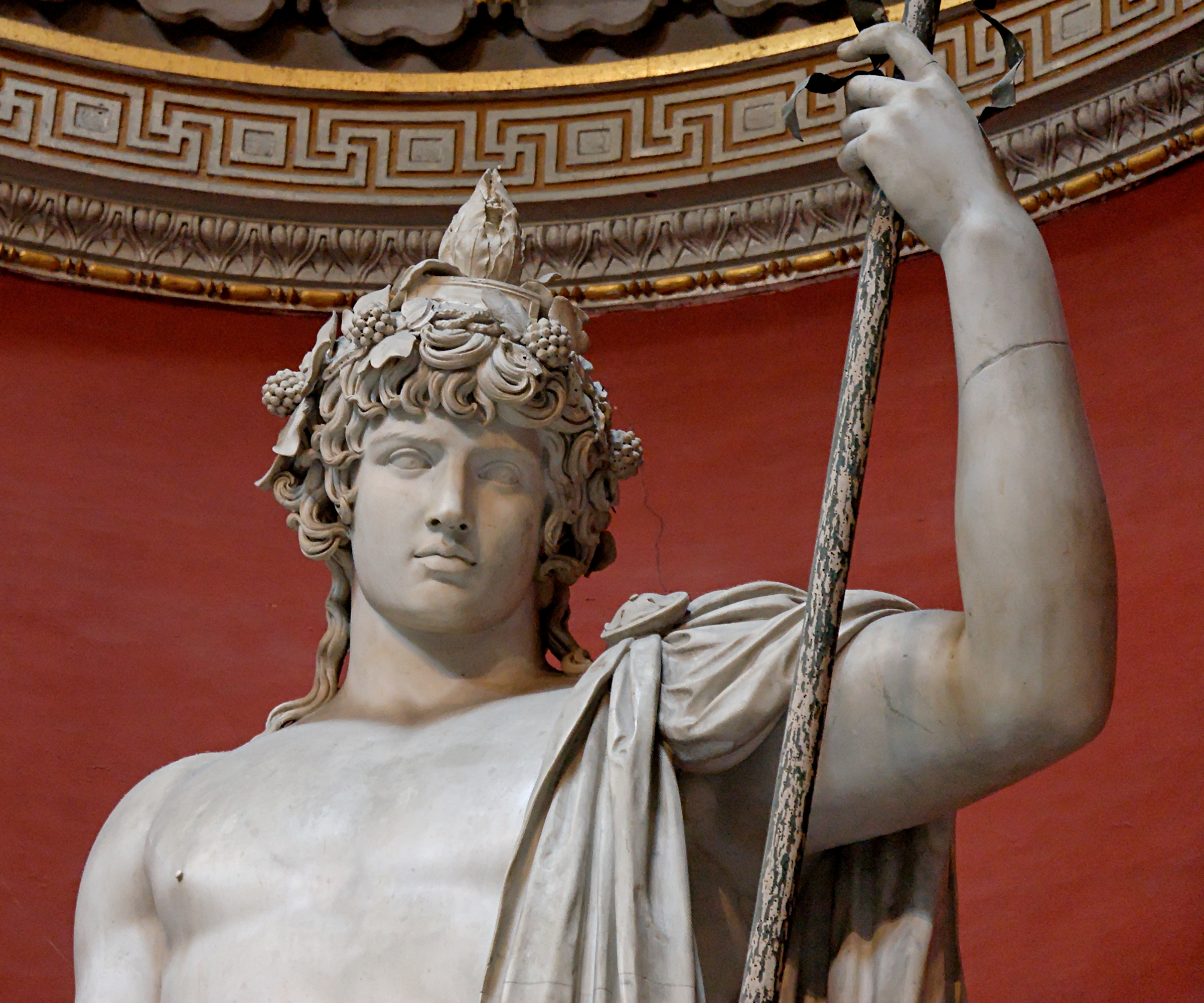
Antínoo como Bacchus no Museus Vaticanos.
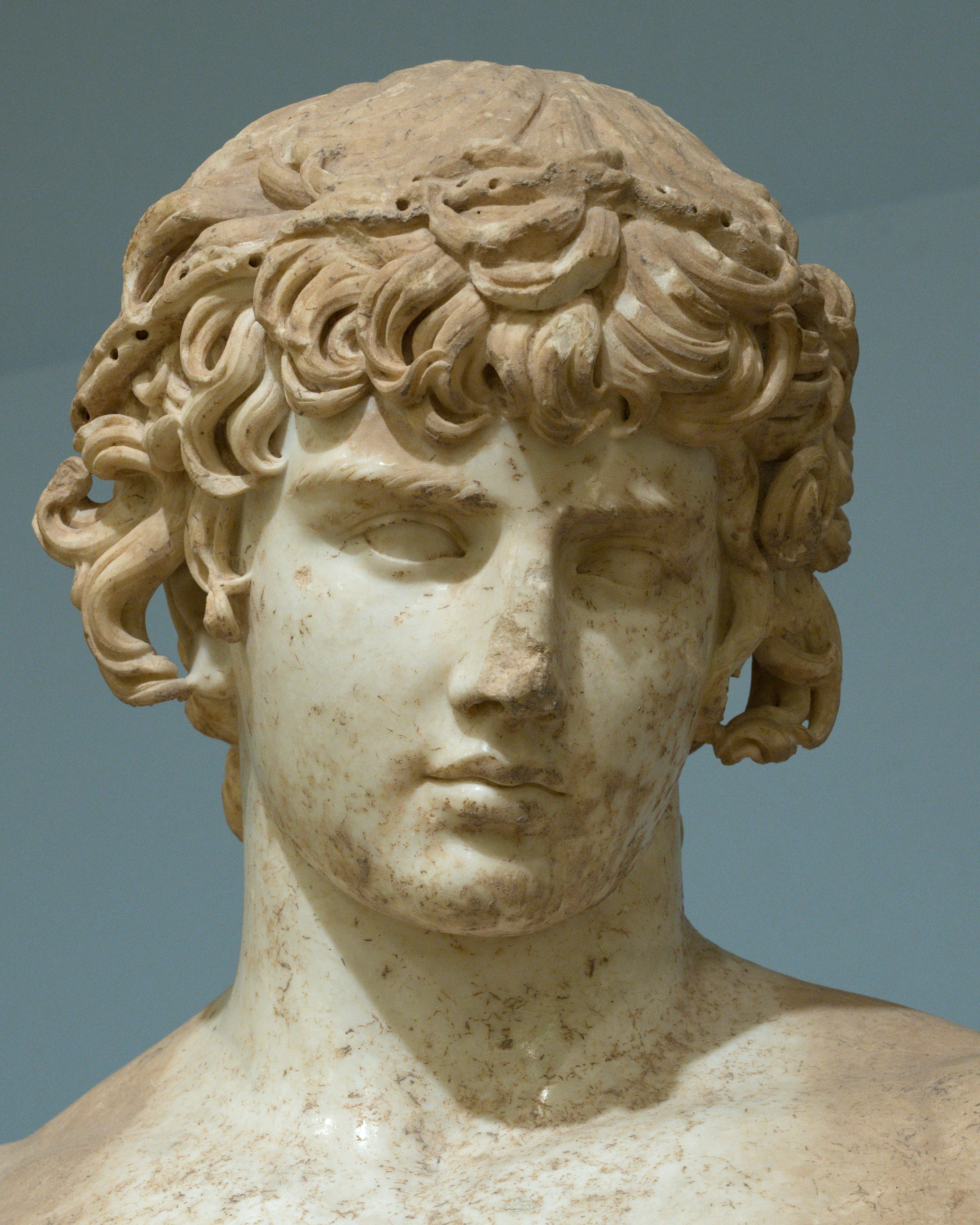
De Delfos.
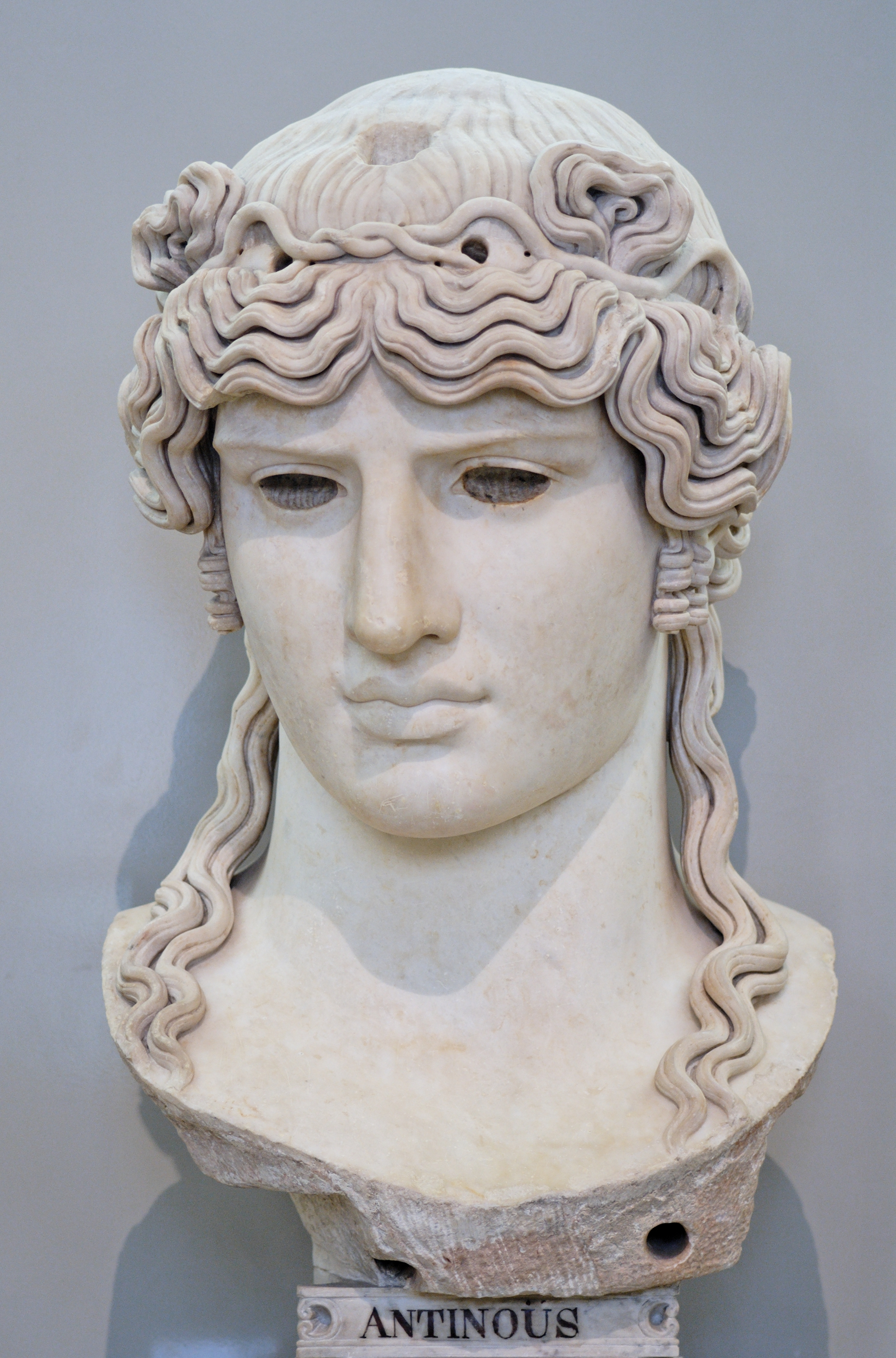
Antínoo de Mondragone no Louvre.
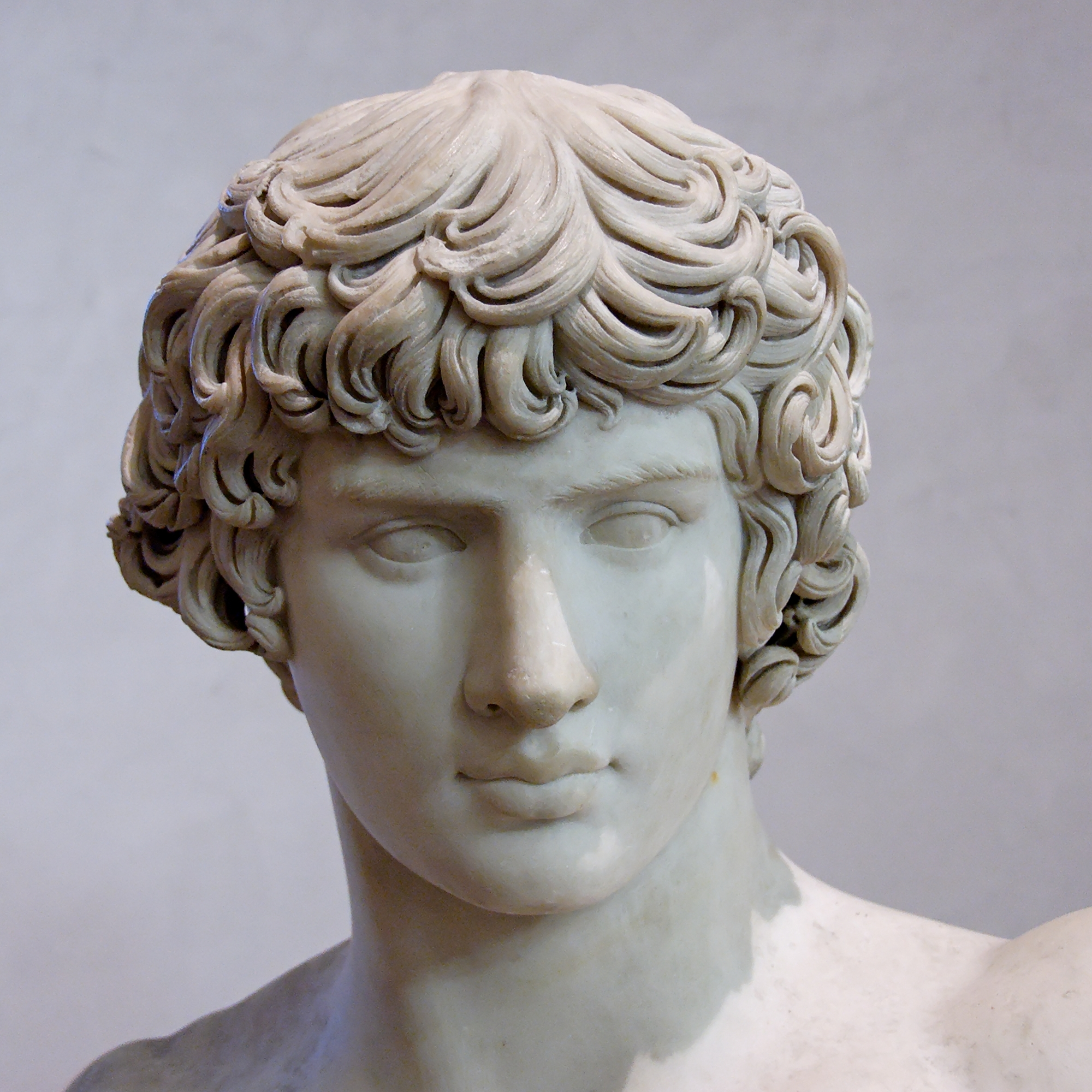
Antínoo de Ecouen, da Vila Adriana em Tivoli, na Itália.
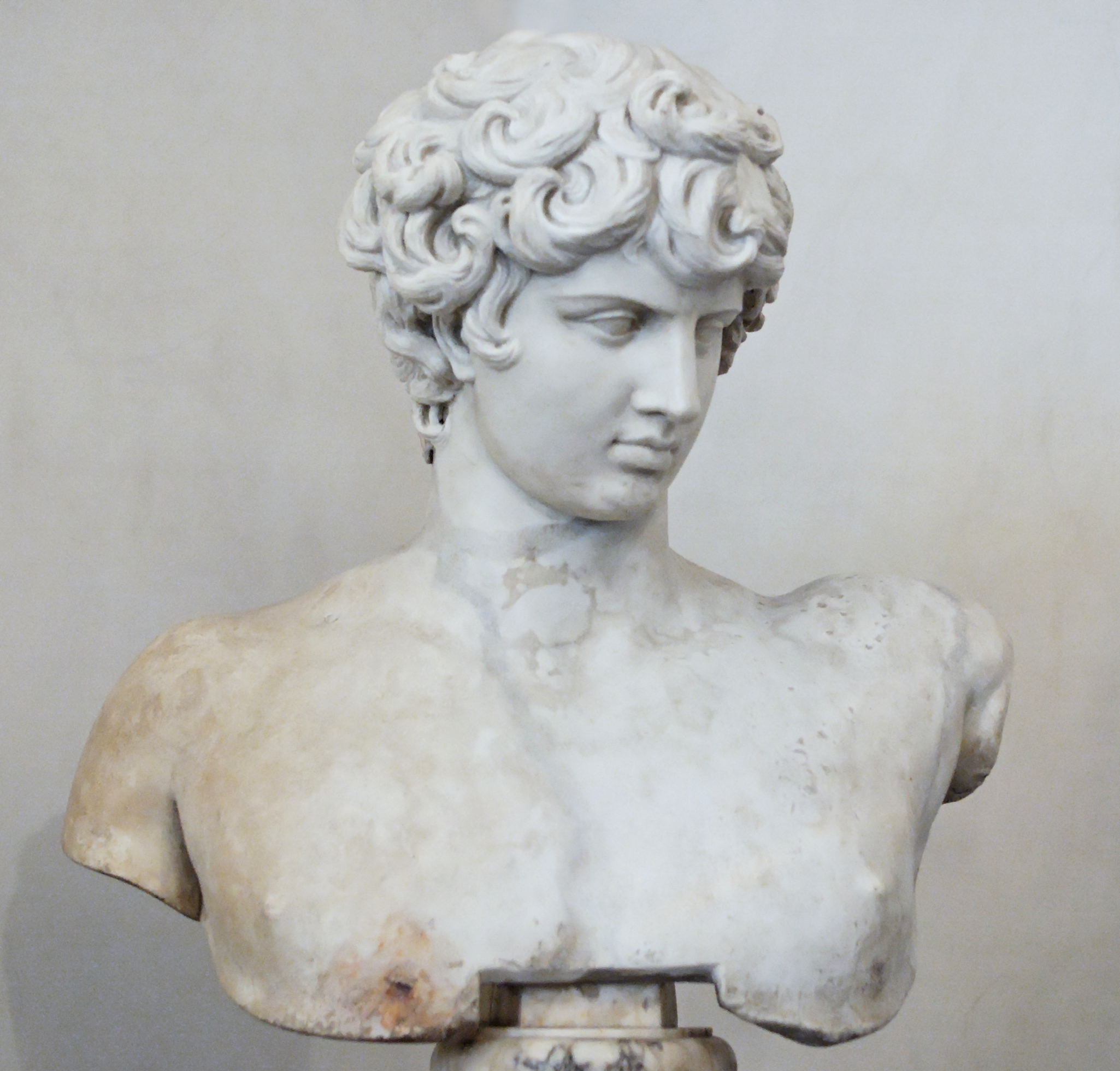
Busto de Antínoo no museu Palazzo Altemps, em Roma.
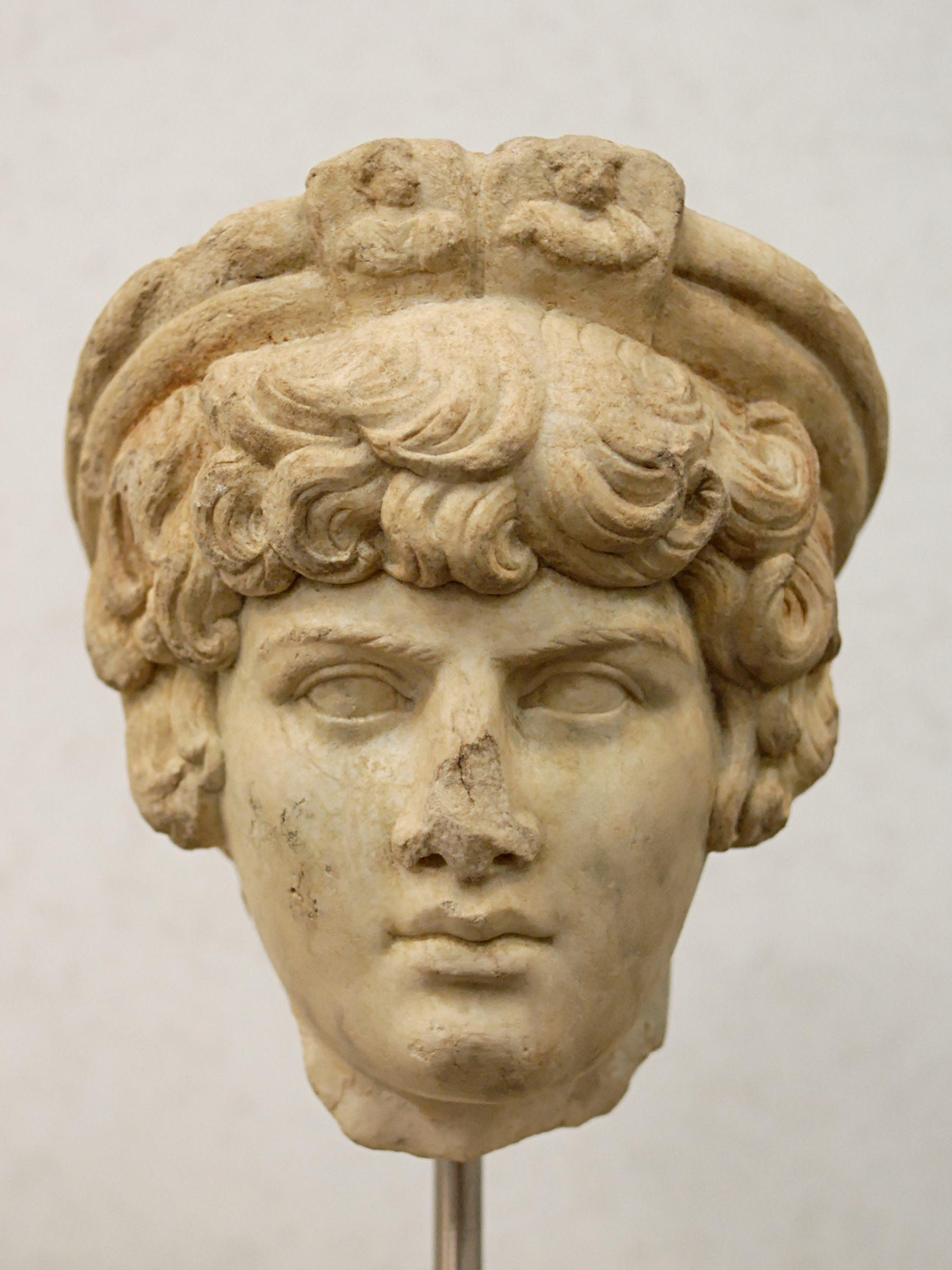
Antínoo com um diadem helenístico, do Palazzo Massimo alle Terme.
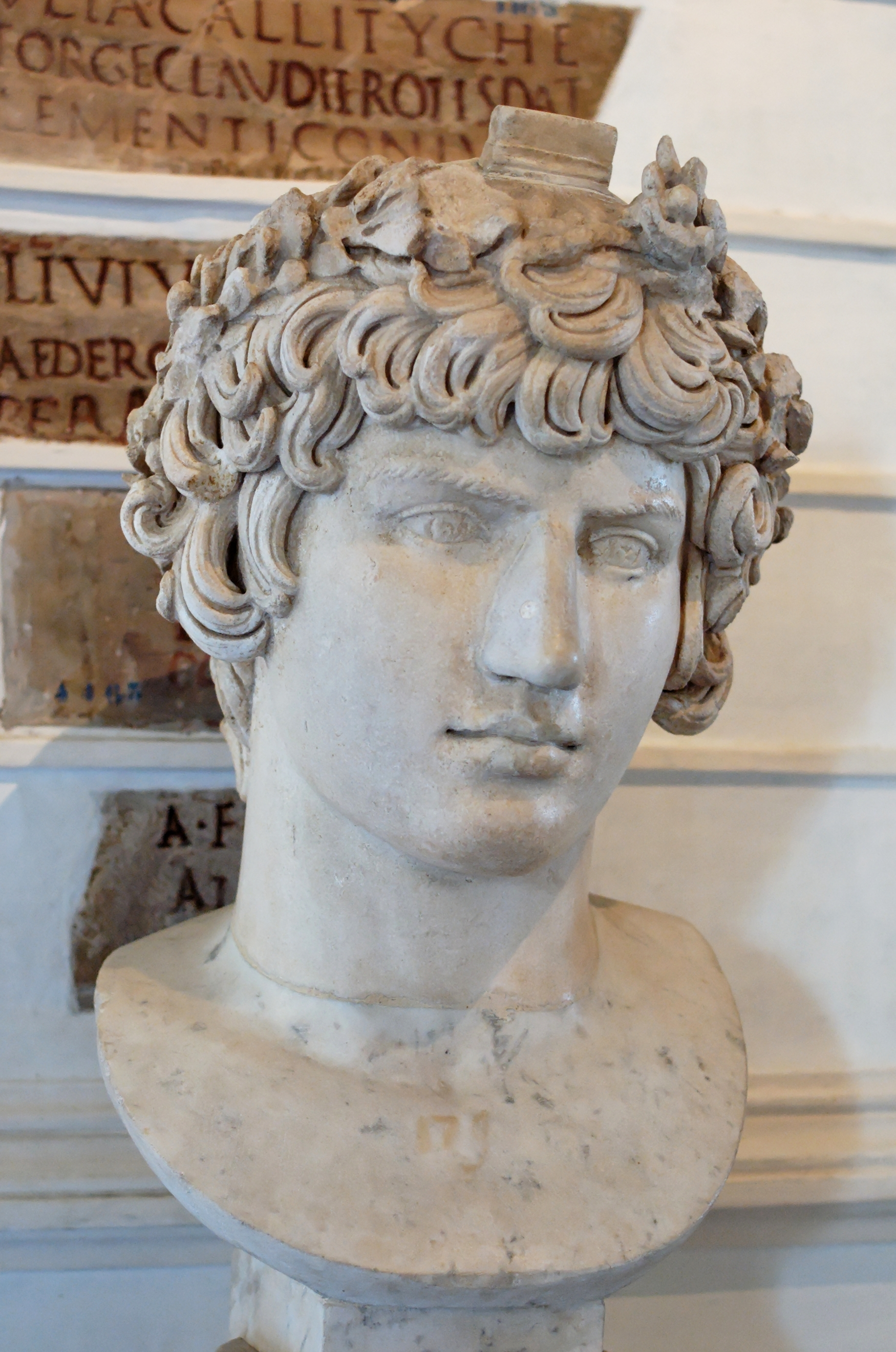
Como Bacchus, Museus Capitolinos.
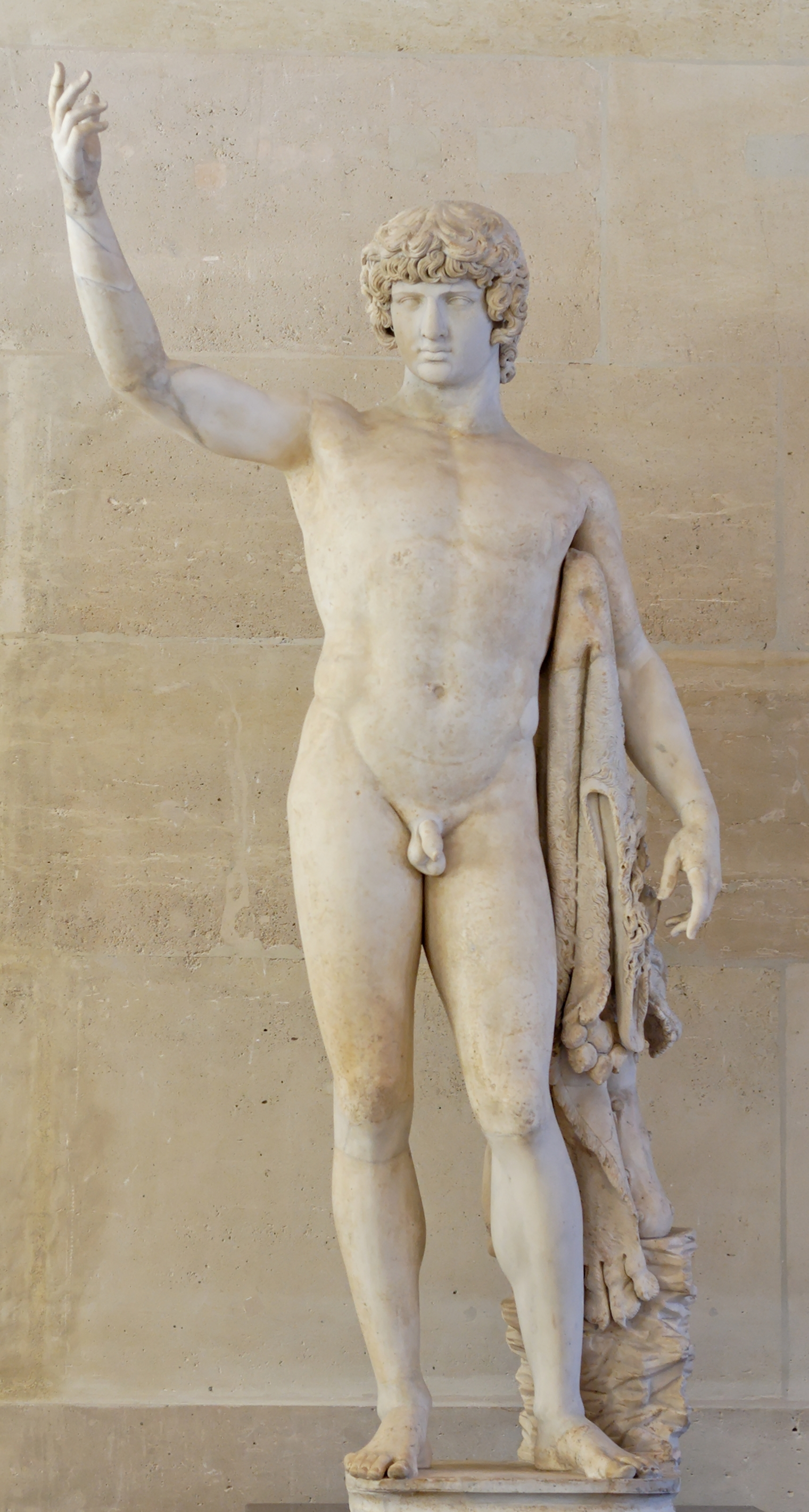
O tipo Antínoo de Braschi no Louvre.
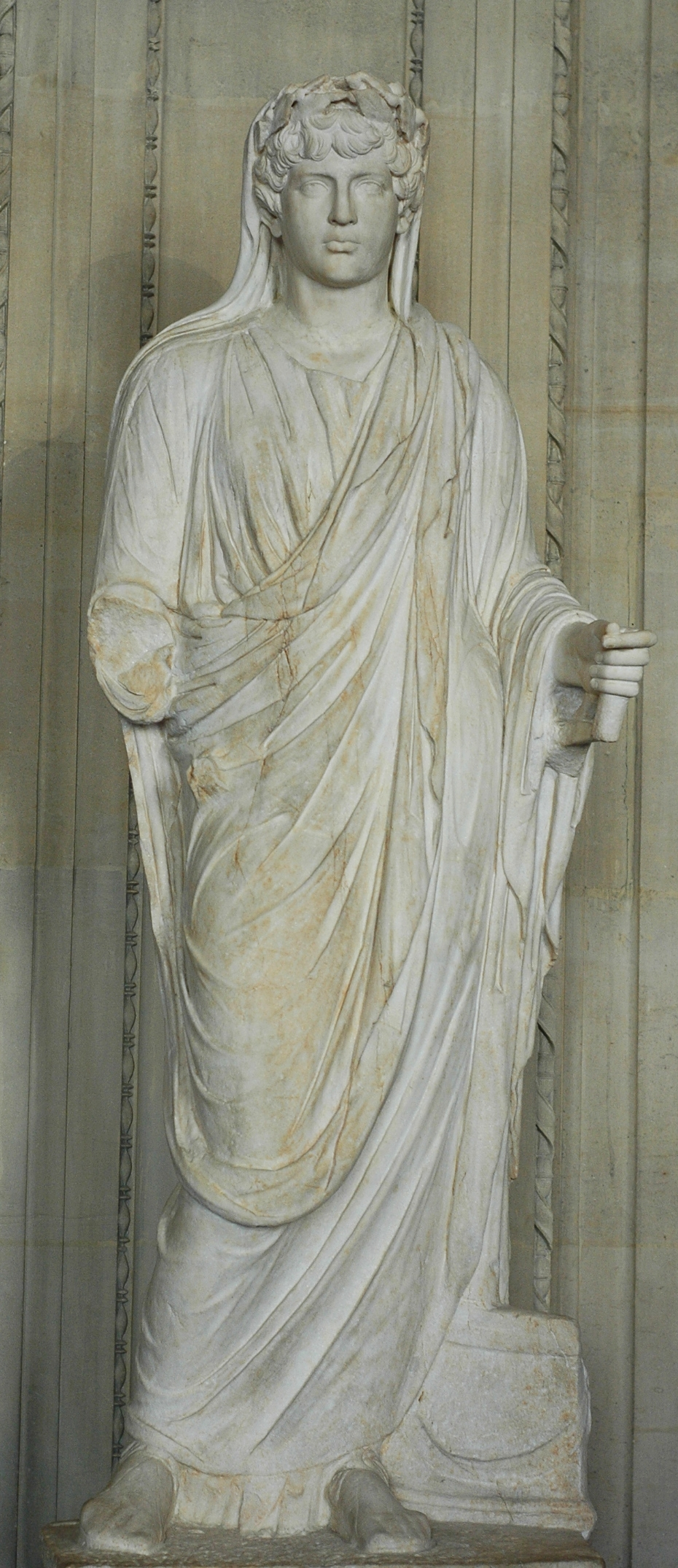
Antínoo como padre do culto imperial, no Louvre.
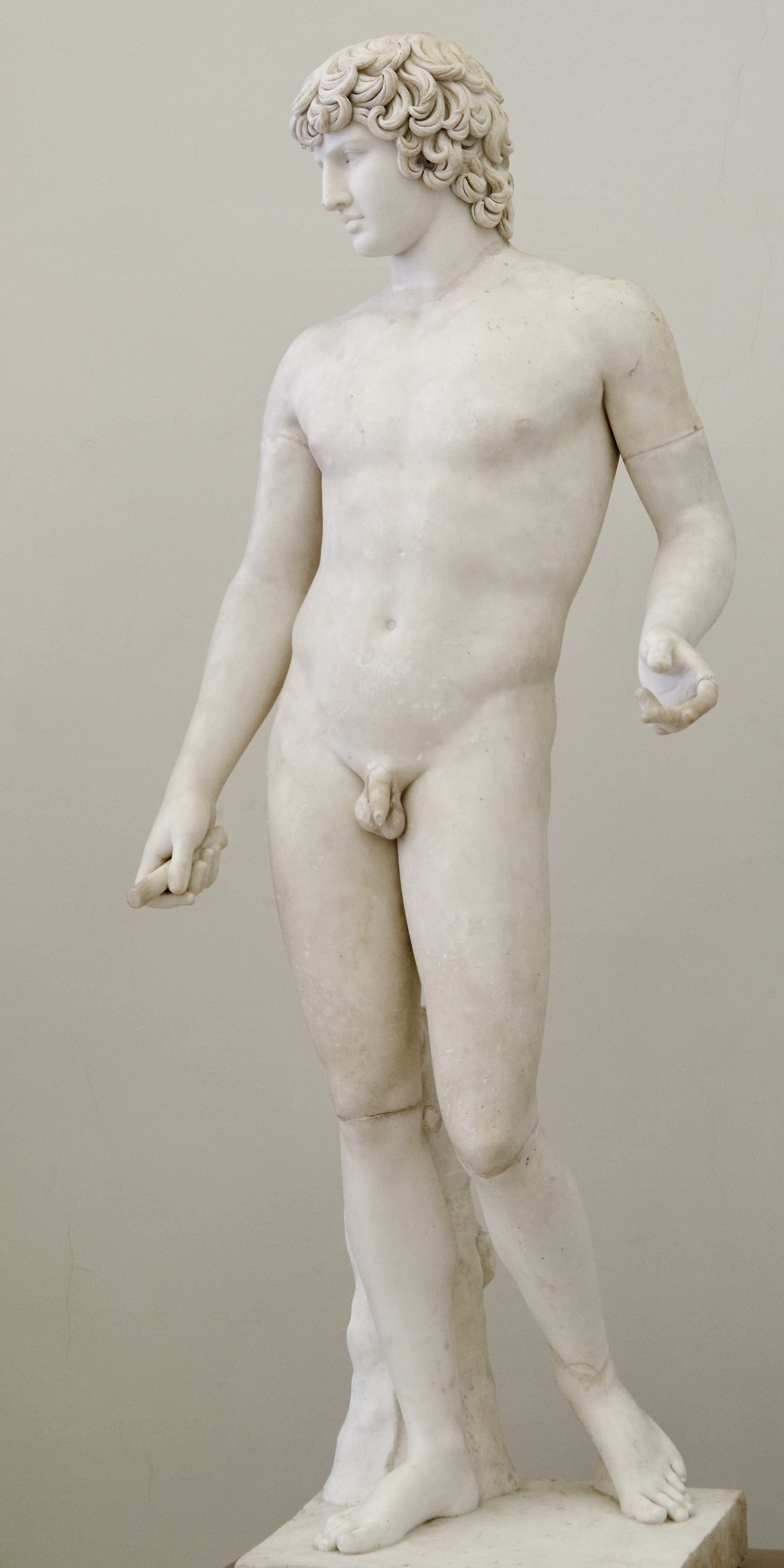
Antínoo de Farnese, Museu Arqueológico Nacional de Nápoles.
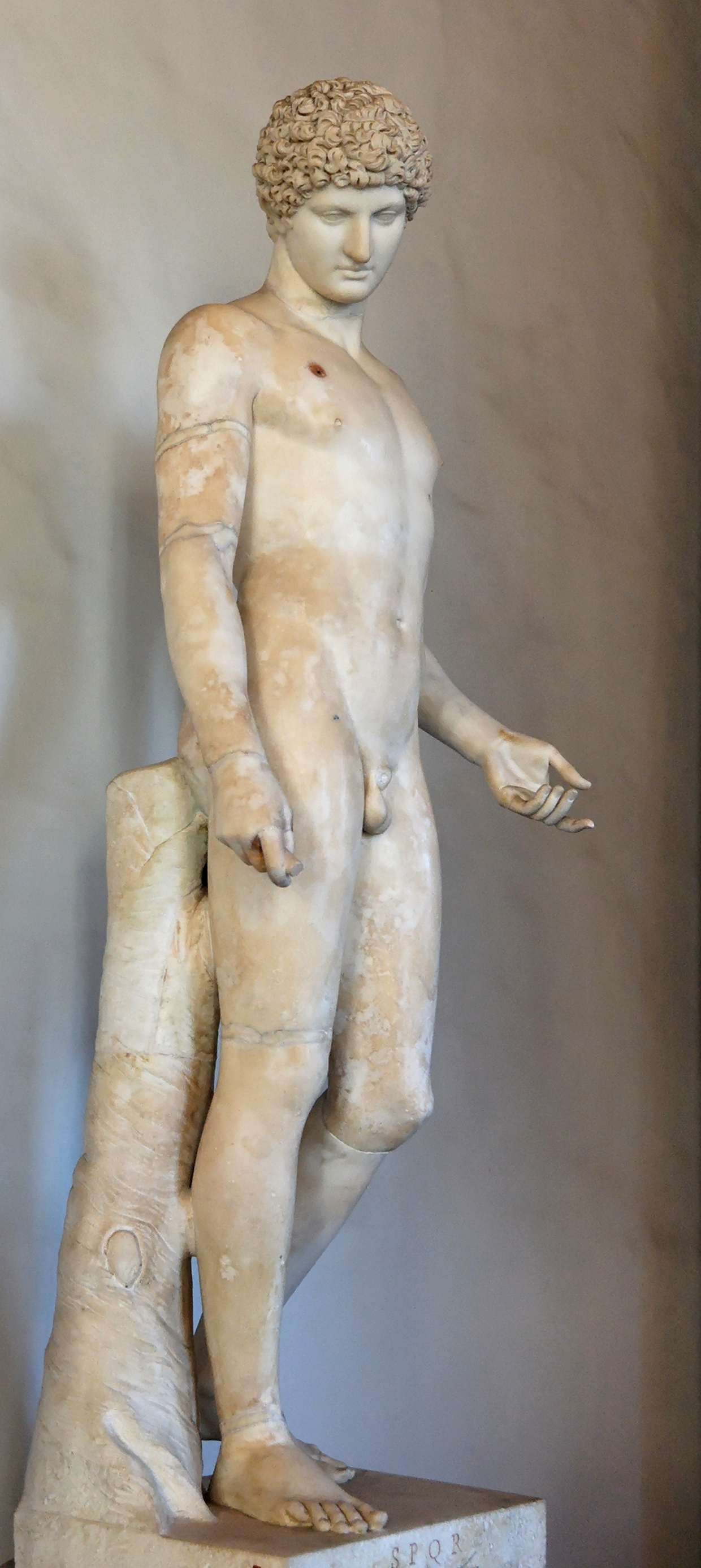
Antínoo Captolino, Museus Capitolinos, da Vila Adriana.
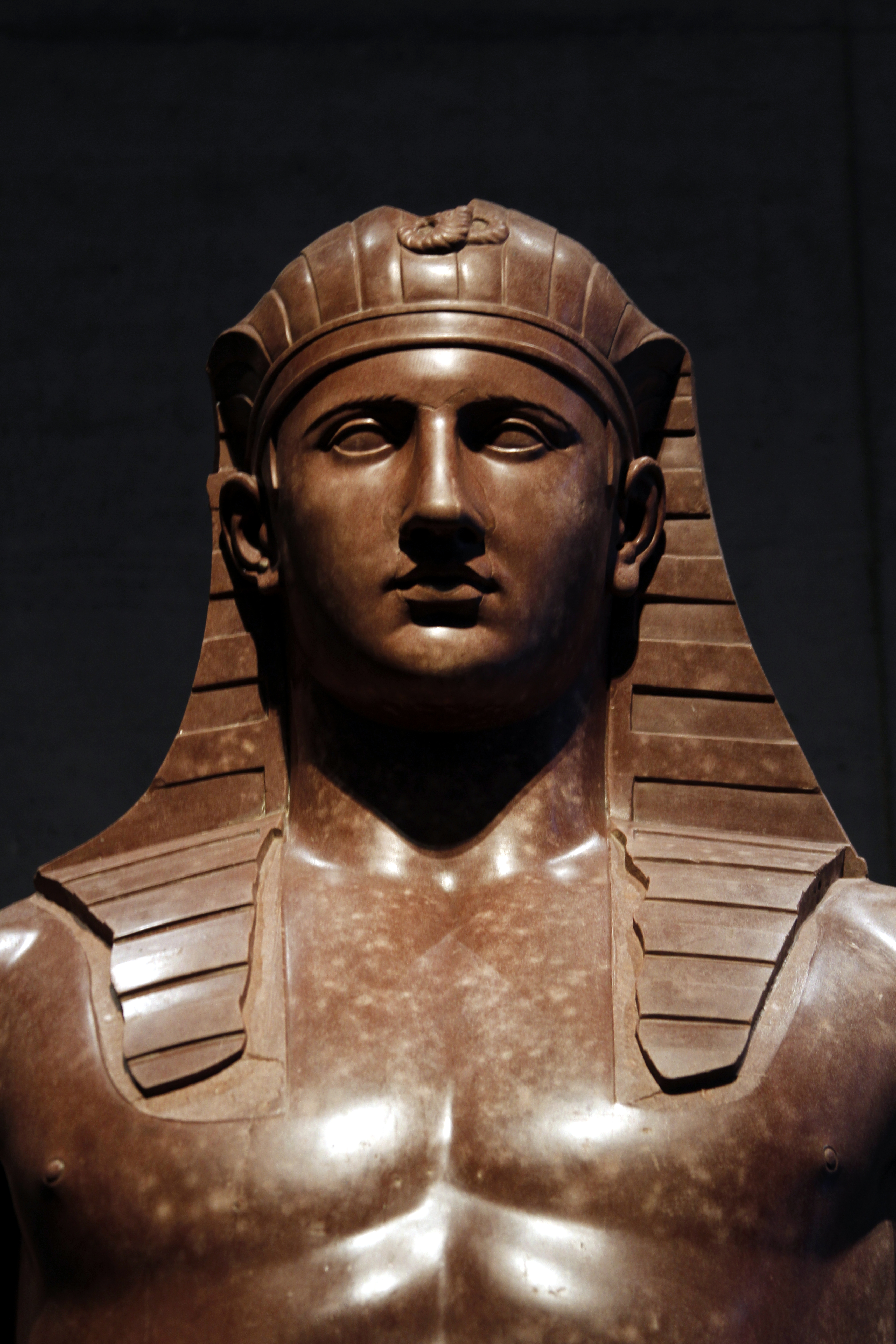
Antínoo como Osíris. Staatliches Museum Ägyptischer Kunst.
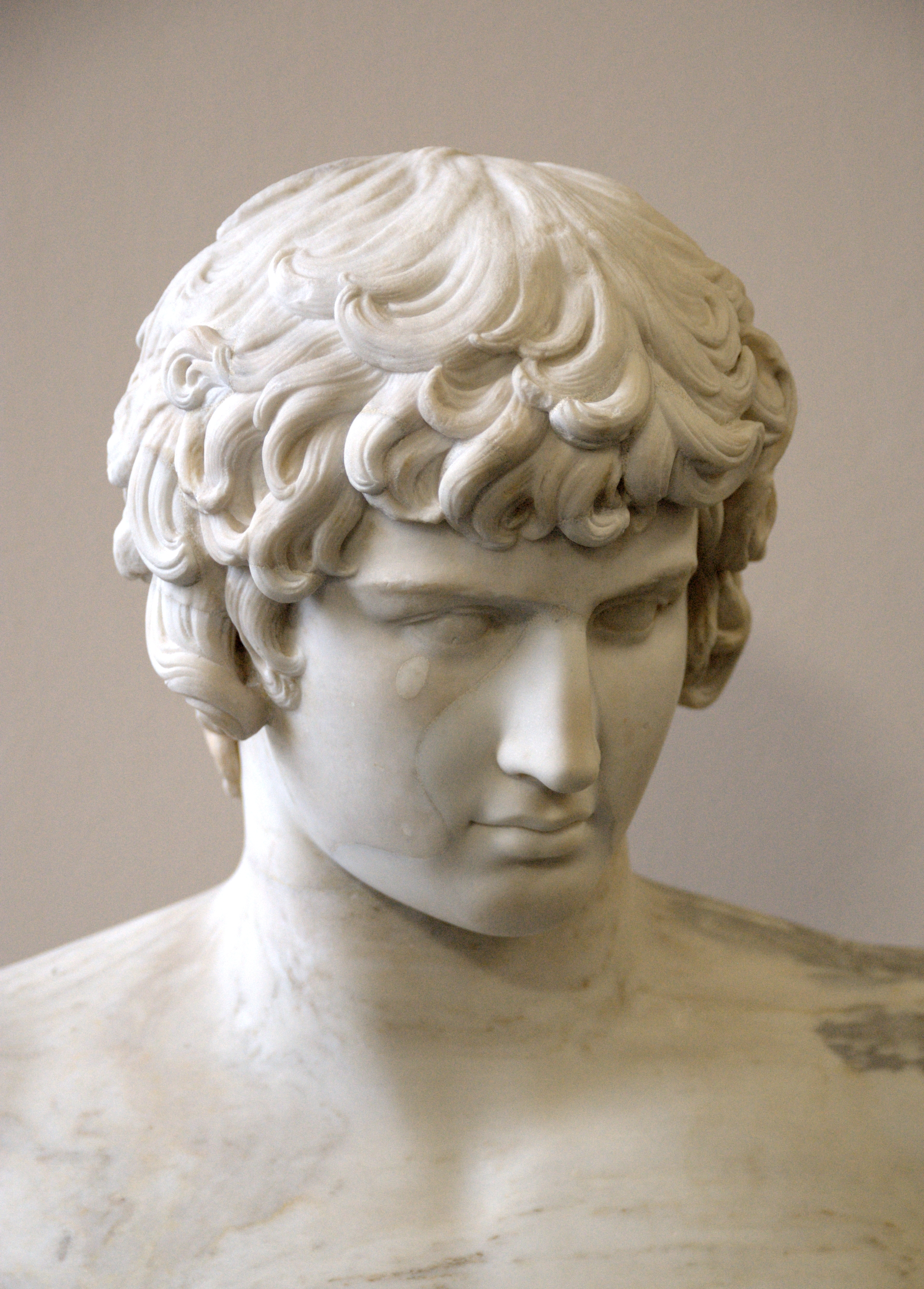
Cabeça (o busto é moderno), Antikensammlung Berlin.
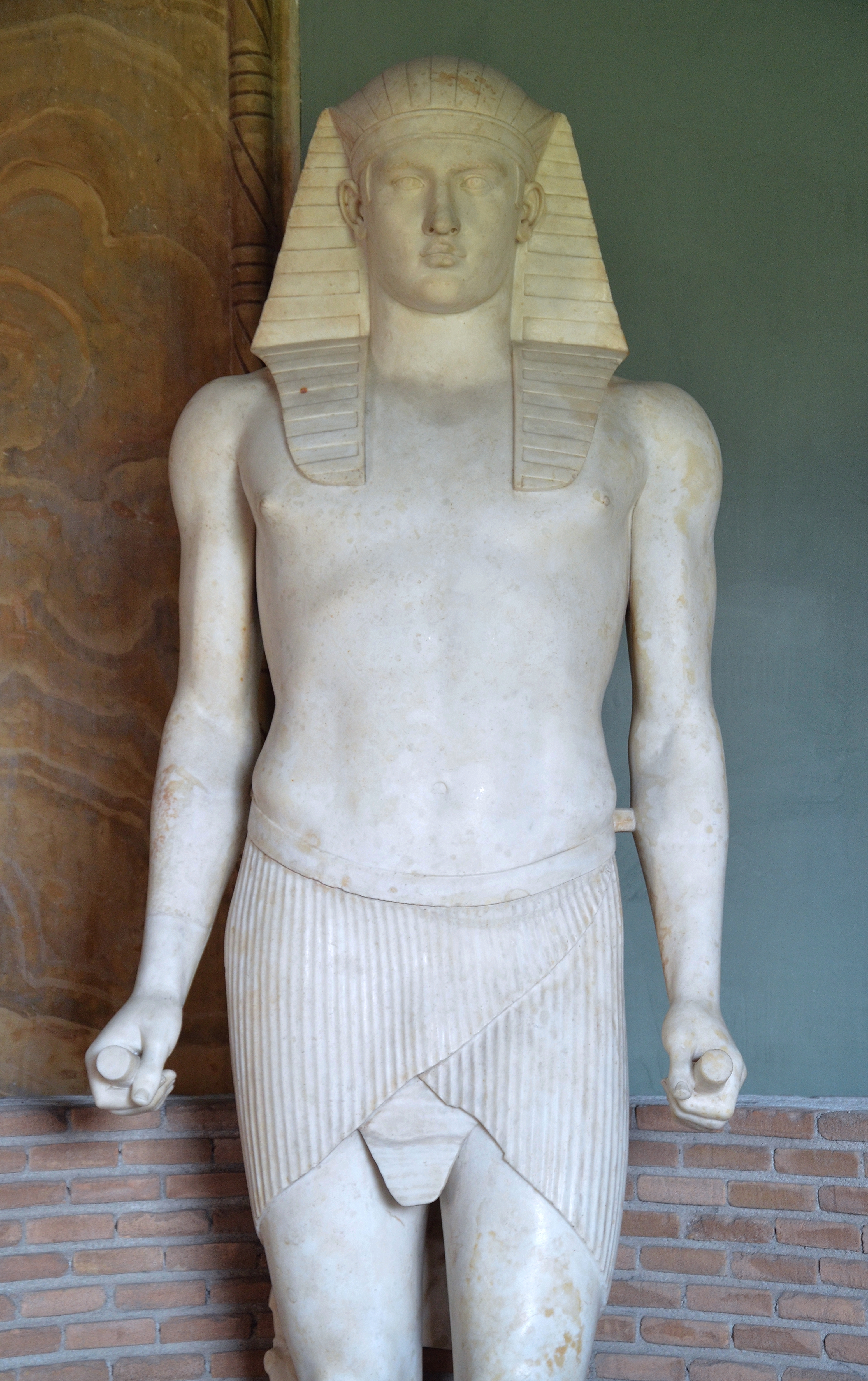
Estátua egípcia de Antínoos como Osíris nos Museus do Vaticano.
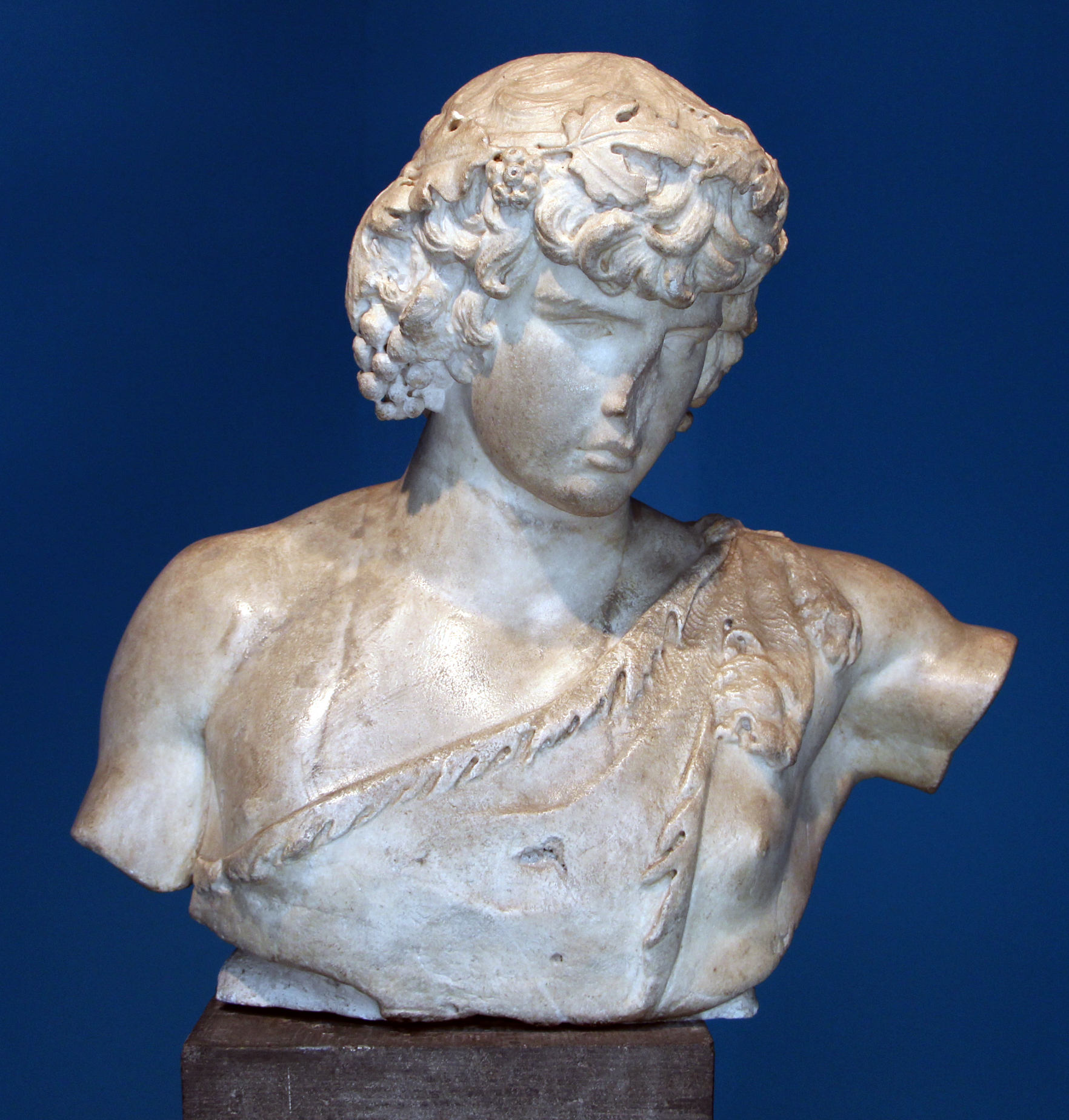
Bust (130–138 AD) in the Museu Nacional de Belas Artes no Rio de Janeiro, Brasil.
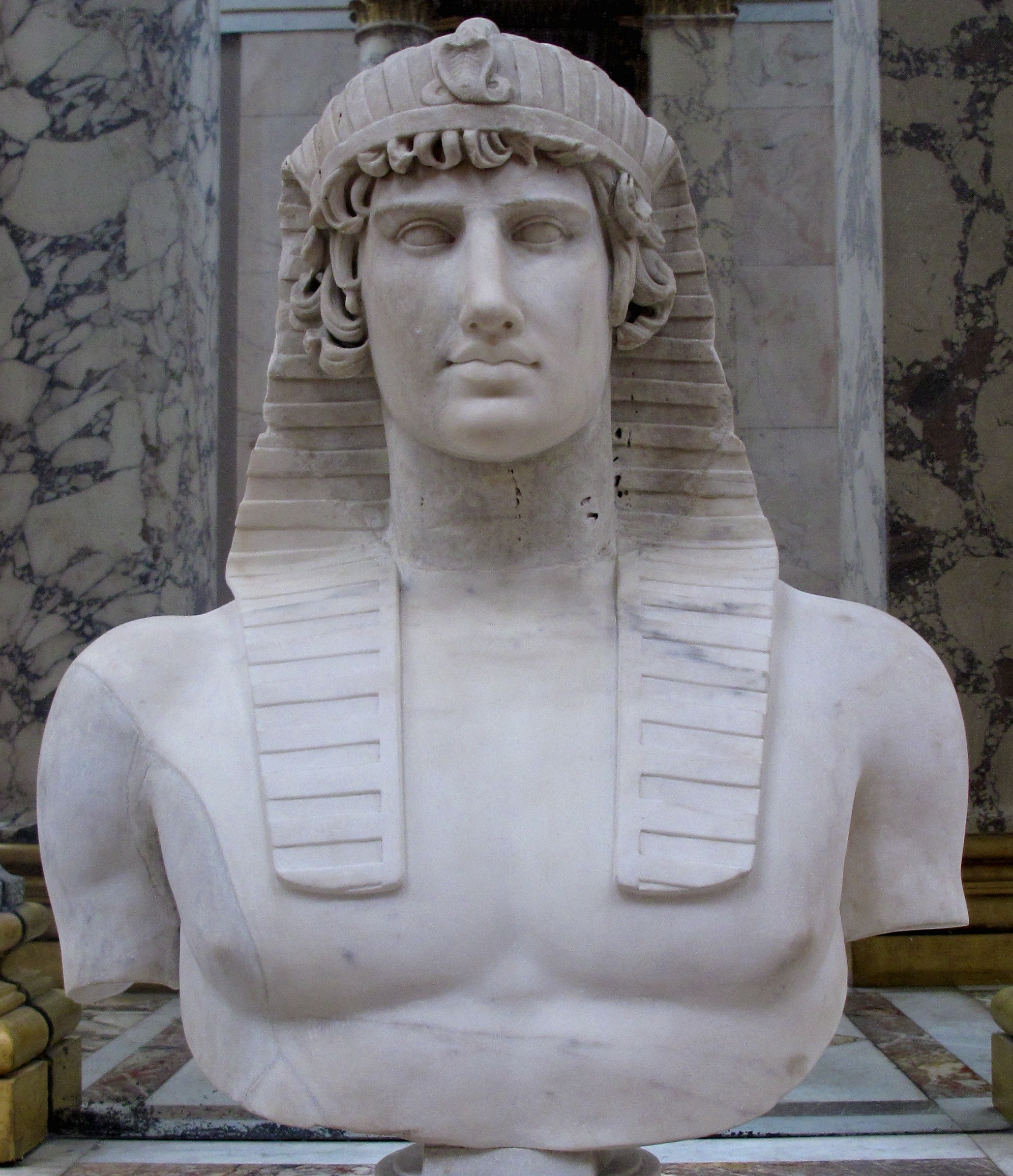
Busto de Antínoo-Osíris, no Louvre.

Adriano "recorreu aos escultores gregos para perpetuar a beleza melancólica, os modos tímidos e a estrutura ágil e sensual de seu namorado", criando no processo o que foi descrito como "a última criação independente da arte greco-romana". É tradicionalmente assumido que todos eles foram produzidos entre a morte de Antínoo em 130 e a de Adriano em 138, sob o argumento questionável de que ninguém mais estaria interessado em comissioná-los. A suposição é que os modelos oficiais foram enviados para oficinas provinciais em todo o império para serem copiados, com variações locais permitidas. Afirmou-se que muitas dessas esculturas "compartilham características distintas - um peito largo e inchado, uma cabeça de cachos desgrenhados, um olhar abatido - que permitem que sejam reconhecidas instantaneamente".
Cerca de uma centena de estátuas foram preservadas para a modernidade, fato notável considerando que seu culto foi alvo de intensa hostilidade por parte de apologistas cristãos, muitos dos quais vandalizaram e destruíram artefatos e templos construídos em homenagem à juventude. Em 2005, a classicista Caroline Vout pôde notar que mais imagens foram identificadas dele do que de qualquer outra figura da antiguidade clássica, com exceção de Augusto e Adriano. Ela também afirmou que o estudo clássico dessas imagens foi particularmente importante por causa de sua "rara mistura" de "mistério biográfico e presença física avassaladora".
Lambert acreditava que essas esculturas  "permanecem sem dúvida um dos monumentos mais elevados e ideais para o amor pederástico de todo o mundo antigo", também as descrevendo como "a grande criação final da arte clássica".
Há também estátuas em muitos museus arqueológicos na Grécia, incluindo o Museu Arqueológico Nacional de Atenas, os museus arqueológicos de Patras, Cálcis e Delfos. Embora possam ser imagens idealizadas, elas demonstram o que todos os escritores contemporâneos descreveram como uma beleza extraordinária. Embora muitas das esculturas sejam instantaneamente reconhecíveis, algumas oferecem variações significativas em termos de flexibilidade e sensualidade da pose e características versus a rigidez e a masculinidade típica. Em 1998, restos monumentais foram descobertos na Vila Adriana que os arqueólogos afirmaram serem do túmulo de Antínoo, ou um templo para ele, (Epifânio, Clemente de Alexandria) indicando que o mesmo foi enterrado em seu templo de Antinoópolis, a cidade egípcia fundada em sua homenagem.

### Idade
A imagem comum de das esculturas é a de um adolescente efébico que teria 18 ou 19 anos. R. R. R. Smith sugere que as estátuas estão preocupadas em retratar a idade real que ele tinha no dia de sua morte, e que é mais provável que seja "cerca de treze a quatorze anos". Um efebo de dezoito ou dezenove anos seria representado com pelos pubianos cheios, enquanto as estátuas de Antínoo o retratam como pré-adolescente "sem pelos pubianos e com tecido mole da virilha cuidadosamente representado". Quanto às estátuas retratando sua idade real, é preciso lembrar que as estátuas são representações artísticas. Se as estátuas parecem jovens, pode ser apenas como o artista o imaginou em sua mente. A maioria dos artistas nunca o viu e baseou seu trabalho em esboços e exemplos. Se as estátuas não têm pêlos púbicos, é tão provável que o artista tenha pensado que tufos de cabelo eram pouco atraentes e os deixou ou os pintou levemente depois que a escultura foi feita, como quase todas as estátuas romanas foram pintadas.

## Referências culturais

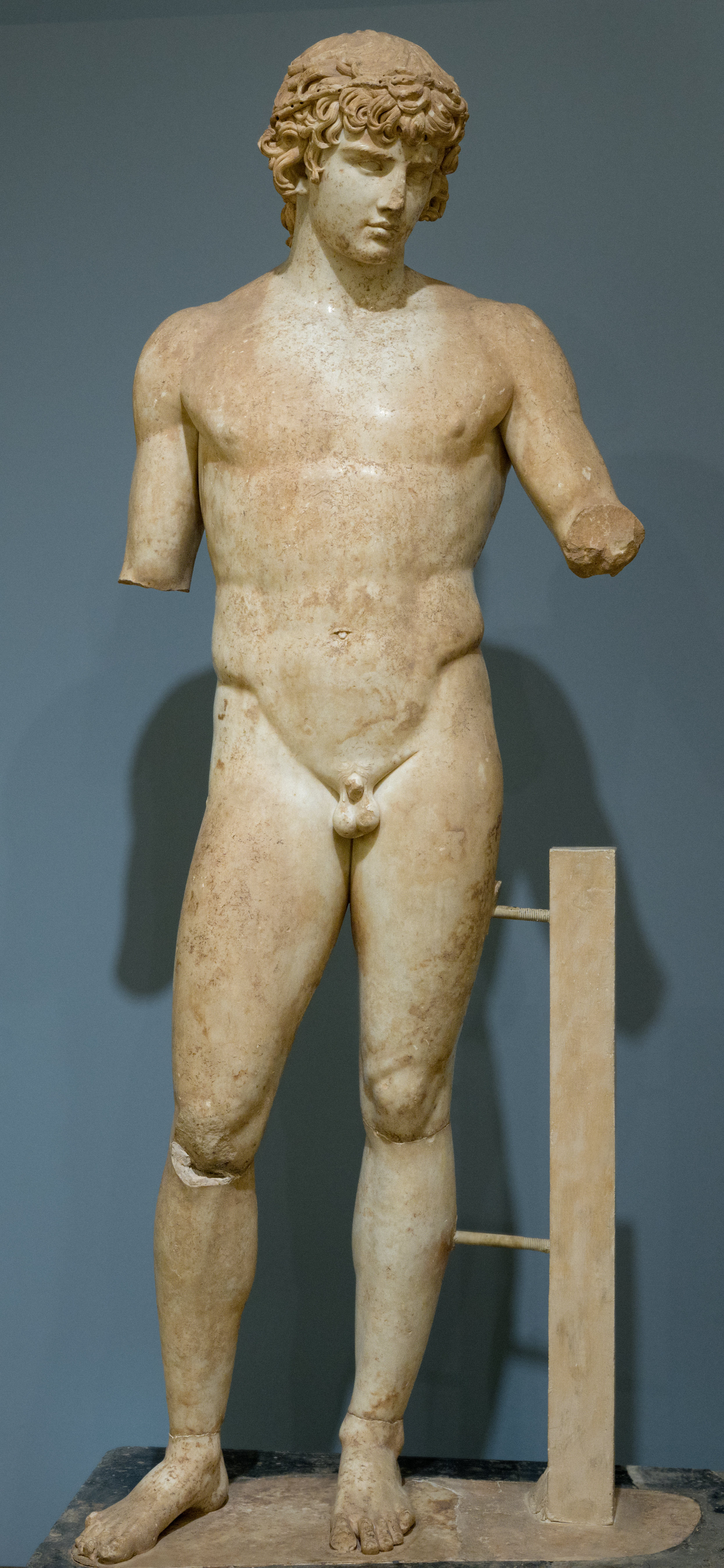
Estátua de Antínoo (Delfos), policromada em mármore pariano, feita durante o reinado de Adriano (117-138, DC).